# 魔法使光之美少女！
《魔法使光之美少女！》是東堂泉製作的魔法少女動畫作品，「光之美少女系列」第十三作，屬第十一代光之美少女。2016年2月至2017年1月在朝日放送和朝日電視台播放。
續集《魔法使光之美少女！！～MIRAI DAYS～》於2025年1月至3月播放。

## 故事簡介
新學期升上國中二年級的朝日奈未來，於春假某個晚上目擊不明物體墜落至附近的公園。抱持那可能是魔法使的期待，她在第二天早上帶著自小深愛著的絨毛玩具熊莫夫倫一同探個究竟，結果真的遇上於空中騎著掃帚的女孩，並發現二人竟然戴著同樣的吊飾。就在此時，闇之魔法使的部下巴提突然展現於跟前，並生出怪物以迫出他們和理子都在尋覓當中的神秘寶石「波紋綠寶石」。二人慌張之際，最終還是堅定地與莫夫倫手牽手，道出魔法咒語。隨後，吊飾突然閃現光輝，宣告傳說中的魔法使「光之美少女」正式誕生。

## 登場人物

### 光之美少女
未來和理子的變身咒語為「Cure Up Rapapa！鑽石／紅寶石／藍寶石／黃寶石／粉紅鑽石！奇蹟魔法寶石！」，而言葉的變身咒語為「Cure Up Rapapa！綠寶石！幸福花輪！」
團體口號為「魔法使光之美少女！」。
朝日奈未來／奇蹟天使（Asahina Mirai／Cure Miracle）
配音：高橋李依（日本）；雷碧文（開闊天空）、羅易雯（ALL STARS F）、謝寧（美妙寵物電影）（台灣）；姜嘉蕾（香港）
形象顏色：  粉红色
就讀於無魔法界「津成木第一中學」的13歲國中二年級學生，也是朝日奈家的獨生女，喜歡的食物是草莓菠蘿麵包，6月12日生，雙子座。
關心莫夫倫和理子，熱愛有趣和不可思議的事物，並充滿活力地發掘各種喜好。
在變身成光之美少女的機遇下，於春假期間入讀「魔法學校」，憧憬具有明確目標的理子，繼而一同努力學習最喜歡的魔法。
性格開朗、樂觀，好奇心旺盛，看到奇妙或有趣的事物時會毫不畏懼地表現出興趣，自小就希望可以和真正的魔法使见面，所以第一次見到理子時非常興奮。
在補習最終考試結束後，成為魔法學校的正式學生，因為只在春假期間就讀，所以必須在假期結束後啟程返回無魔法界。
於第29話出現的童話書《莫夫德瑞拉》中成為老鼠使魔，在故事初期保持著老鼠使魔的細小體型，在變身為光之美少女後才恢復為正常體型。
奧魯巴在第44話中向她施展闇之書的魔法，使她變成小孩子，後來藉變身恢復原狀。
第49話中，無魔法界及魔法界分離，使她與理子以及小哈分開；在4年後引起奇蹟的魔法，與兩人團聚。
《MIRAI DAYS》時已經20歲，現在她一邊上大學，一邊以「魔法少女」的身份秘密地用魔法幫助有困難的人。新敵人的出現，她再次變身為「奇蹟天使」。
口頭禪是「你剛才是不是說（人或事）？！」和「太讓人雀躍了！」。
變身口號為「兩人的奇蹟！奇蹟天使！」。
十六夜理子／魔法天使（Izayoi Liko／Cure Magical）
配音：堀江由衣（日本）；楊詩穎（美妙寵物電影）（台灣）
形象顏色：  紫色
就讀「魔法學校」的女孩，與未來同樣都是13歲。11月12日生，天蝎座，很關心未来。
從小受到自己所仰慕的姐姐影響，非常用功學習，有些倔強，不太會表現出直率的一面，但其實內心善良，關心朋友，是個認真的努力家。但運用魔法的表現並不理想。不過她仍訂下目標，要成為一個被世人尊敬的魔法使。
在無魔法界探尋「波紋綠寶石」的時候與未來相遇。此後因為光之美少女的身份，而不得不一同生活，從中發掘樂觀向前的一面。
作為教師時有嚴肅的一面，為免因被發現魔法少女身份而引起騷動，反對非就讀魔法學校的人以任何形式穿上制服。
補習最終考試結束後從魔法學校校長口中得知，新的波紋石可能出現在無魔法界。在獲得校長的許可之下，跟隨未來一起前往無魔法界，並寄住在未來家。
父親是考古學家，母親是料理研究家，長時間都不在家，顯得非常孤單。
於第11話中，以留學生「十六夜理子」的身份進入未來的學校就讀。
於第29話出現的童話書——「莫夫德瑞拉」中成為魔法使。
第35話成為津成木第一中學下任學生會會長的競選人之一，但當她看到另一競選人並木悠斗面對敵人攻擊，仍拼死保護自己親手搭建的花壇時，覺得富有責任心的悠斗更能勝任，於是在投票日向全校學生宣佈退選。
於第40話慶祝自己的14歲生日。
第44話中被奧魯巴施以闇之書魔法，變成小孩子，後來藉變身恢復原狀。
於第49話因戴斯瑪斯特遭到消滅後，無魔法界及魔法界的分離下，與未來以及小哈分離。直到過了4年之後因為未來再次引發奇蹟的魔法這才與兩人重新團聚。
最終回第50話得知已成為魔法學校的教師，並被魔法水晶預言將來會成為魔法學校的校長。
《MIRAI DAYS》時已經19歲，現已如願，成為一名出色的魔法使，並在魔法學校擔任教師。新敵人的出現，她再次變身為「魔法天使」。
口頭禪是「一切都在我的計算之內」。
變身口號為「兩人的魔法！魔法天使！」。
其在無魔法界所取的姓氏在日語裡意指「農曆十六日夜晚的滿月」，而這正是未來當時目擊到理子首次來到無魔法界的那一夜。
- 合體必殺技（金魔法）

光之美少女 永恆鑽石（Precure Diamond Eternal）
吟唱的魔法為「永恆的光輝，在我們的掌心綻放」
奇蹟天使與魔法天使將波紋鑽石鑲嵌在波紋杖之後，在天空中畫出一個巨大的鑽石圖案，並結合黑白光芒組成鑽石形的幻彩結界包圍敵人。接著兩人將鑽石形結界發射到宇宙中炸裂，將敵人加以淨化。
光之美少女 熱情紅寶石（Precure Ruby Passionale）
第3话登場。吟唱的魔法為「火紅的熱情，在我們的掌心綻放」
奇蹟天使與魔法天使將波紋紅寶石鑲嵌在波紋杖之後，在天空中畫出一個巨大的心形紅寶石，將其轉換為魔法陣，接著兩人從魔法陣上幻化為一道紅色光束如流星般急速衝向敵人，將敵人包圍在紅色絲帶圍成的結界中加以淨化。
光之美少女 智慧藍寶石（Precure Sapphire Smartish）
第7话登場。吟唱的魔法為「蔚藍的智慧，在我們的掌心綻放」
奇蹟天使與魔法天使將波紋藍寶石鑲嵌在波紋杖之後，在天空中畫出一個巨大的藍寶石，將其轉換為位於地面上和天空中的兩個魔法陣，接著從魔法陣中釋放出一道巨大的水流衝向敵人，將敵人包圍在一個巨大的水球狀結界中炸裂加以淨化。
光之美少女 希望黃寶石（Precure Topaz Esperanza）
第11話登場。吟唱的魔法為「金色的希望，在我們的掌心綻放」
奇蹟天使與魔法天使將波紋黃寶石鑲嵌在波紋杖之後，在天空中伴隨著黃色的龍捲風與閃電召喚出兩個巨大的波紋杖，然後巨大的波紋杖將敵人固定在兩者之間的魔法陣之中如電磁炮般發射出去，將敵人如火山爆發般炸裂加以淨化。
小哈／花海言葉／幸福天使（Ha-chan／Hanami Kotoha／Cure Felice）
配音：早見沙織（日本）；李珮嘉（ALL STARS F、美妙寵物電影）（台灣）
形象顏色：  綠色
粉紅色頭髮，成長過程中多次變換過髮型，出生時大約一虎口高。性格比未來還要更活潑樂觀。
由知識之森裡一本不可思議的書本變成波紋智慧書，並從中誕生出的神秘精靈小女嬰，隨著未來跟理子的培養而長大。
第5話時第一次成長（バブバブ期→ヨチヨチ期），第11話時第二次成長（ヨチヨチ期→トコトコ期），第21話時最終長大成為少女形態（トコトコ期→キラキラ期）。
第15話中因為未來、理子、莫夫倫都無視她的情況下，自行操作波紋智慧書發動波紋石的力量變出大量食物並全部吃光，令她爆發魔法之力，造成每次打嗝就會隨機變身成雪人、飛龍、雷神、UFO、鳥人、狼、美人魚、花仙子或天馬，在無魔法界引發了大騷動，但同時她也被目擊到其身影的津成木第一中學學生們親切地稱呼為「能帶來幸福的精靈」。
第16話中她向正面臨危機的光之美少女提供力量，幫助打敗了斯巴爾達。
第18話中她再次向正面臨危機的光之美少女提供力量，幫助打敗了伽美茨奪回波紋石榴石。
第19話中她第三次向正面臨危機的光之美少女提供力量，幫助打跑了巴提。
第20話中她不幸與波紋綠寶石、波紋智慧書一起落入多古洛古斯之手。
第21話中長大成人的她用自己的力量淨化了多古洛古斯殘留的怨念之後神秘失蹤（其實她在無魔法界）。
第22話中她突然在正面臨危機的未來與理子面前現身，變身為幸福天使打敗了慾望怪，戰鬥結束後她當著兩人的面自曝自己就是小哈的事實，令兩人喜極而泣。
魔法水晶對她的預言是「當災難覺醒降臨到全世界時，會伴隨著強大的生命光輝甦醒」。
第23話中她受回憶中的花海和與校長的對話啟發，化名「花海言葉」與理子同樣寄住在未來家。
第26話因為避免連累未來及理子因為敵人搶奪綠寶石受到襲擊而離家出走，後經未來及理子開解後再度一起。
第27話中她當面向瓊、凱及艾蜜莉自曝自己就是小哈的事實，不過後者三人根本就不相信會有這樣的事。
於第29話「莫夫德瑞拉」這本童話書中成為魔法使的老鼠使魔，而且變身後仍然保持老鼠使魔的細小體型。
第32話中她進入未來與理子在無魔法界的學校就讀。
第41話中她正式進入魔法學校就讀。
第43話中當她來到妖精之鄉時又重新變回精靈形態，也是在這一話她被妖精之鄉的傳奇女王認為跟拉帕帕母神有極大的關係。
於第44話被奧魯巴施展多古洛古斯闇之書中的魔法而變成小孩子，後來藉變身成光之美少女而恢復原狀。
於第45話由奧魯巴道出小哈正是拉帕帕母神力量的繼承者。
於第49話戴斯瑪斯特遭到消滅後，她重新變回拉帕帕母神，用自己的力量將無魔法界及魔法界分離，也因此與未來以及理子分離，直到幾年之後因為未來再次引發奇蹟的魔法這才與兩人重新團聚。
《MIRAI DAYS》時繼承了普照所有生命母親——「拉帕帕母神」的力量，並在遠處默默守護著大家。
說話時偶爾會帶有口癖「哈～（はー）」。
變身口號為「為萬物獻上祝福！幸福天使！」。
名字源自於日語「樹葉」。
其在無魔法界所取的姓名意思指，校長說過「率直的話語，有時會變成魔法，感動人心」，而且因為在她從小時，大家都對她說一些很溫暖的話，還有，「花海」其實是理子想的，因為言葉說有看過花海（她說好像是遇見未來和理子之前的事，後來在第42話的結尾證實這處花海就位於「妖精之鄉」那裡），所以就改成花海言葉。
- 淨化技（花魔法）

光之美少女 翡翠重生（Precure Emerald Reincarnation）
第22話登場。吟唱的魔法為「Cure Up！」
幸福天使將波紋綠寶石鑲嵌在花朵回聲魔杖之後，對準花朵回聲魔杖喊出吟唱魔法「Cure Up！」並將其舉起，從中釋放出剛才那句吟唱魔法的回聲令大地上的植物生長，之後生長出的植物釋放出力量全部匯聚到花朵回聲魔杖之中，緊接著幸福天使揮舞花朵回聲魔杖畫出一個無窮大符號再將其轉換為兩個花環，最後從花朵回聲魔杖中射出巨大的粉紅色光波伴隨著兩個花環以及大量花瓣衝向敵人，將敵人包圍在一個巨大的花朵狀結界中加以淨化。
在《光之美少女 Dream Stars!》中顯示此必殺技也可用來淨化絕望堡。
- 個人技（銀魔法·全體共用）

波紋粉紅電氣石（Wrinkle Pink Tourmaline）
吟唱的魔法為「波紋，粉紅電氣石」
將波紋粉紅電氣石鑲嵌在波紋杖或花朵回聲魔杖之後，揮舞波紋杖或花朵回聲魔杖從其中釋放出花朵風暴強制分離敵人以削弱其戰鬥力，也可以從其中釋放出花朵形防護罩抵禦攻擊。
波紋坦桑石（Wrinkle Tanzanite）
吟唱的魔法為「波紋，坦桑石」
將波紋坦桑石鑲嵌在波紋杖或花朵回聲魔杖之後，揮舞波紋杖或花朵回聲魔杖從其中釋放出強烈光芒使敵人無法睜開眼睛。
波紋紫水晶（Wrinkle Amethyst）
吟唱的魔法為「波紋，紫水晶」
將波紋紫水晶鑲嵌在波紋杖或花朵回聲魔杖之後，揮舞波紋杖或花朵回聲魔杖從其中釋放出魔法陣瞬間轉移以避開敵人的攻擊。
波紋石榴石（Wrinkle Garnet）
吟唱的魔法為「波紋，石榴石」
將波紋石榴石鑲嵌在波紋杖或花朵回聲魔杖之後，揮舞波紋杖或花朵回聲魔杖從其中釋放出劇烈的震蕩波擾亂敵人的行動，若是配合波紋海藍寶石一起發動的話則可以從被冰凍的大地上召喚出兩隻冰之手抓住敵人令其無法動彈。
波紋海藍寶石（Wrinkle Aquamarine）
吟唱的魔法為「波紋，海藍寶石」
將波紋海藍寶石鑲嵌在波紋杖或花朵回聲魔杖之後，揮舞波紋杖或花朵回聲魔杖從其中釋放出暴風雪凍結封鎖敵人的行動。
波紋橄欖石（Wrinkle Peridot）
吟唱的魔法為「波紋，橄欖石」
將波紋橄欖石鑲嵌在波紋杖或花朵回聲魔杖之後，揮舞波紋杖或花朵回聲魔杖從其中釋放出樹葉風暴包裹封鎖敵人的行動。
波紋月光石（Wrinkle Moonstone）
吟唱的魔法為「波紋，月光石」
將波紋月光石鑲嵌在波紋杖或花朵回聲魔杖之後，揮舞波紋杖或花朵回聲魔杖從其中釋放出滿月形防護罩防禦敵人的攻擊。
- 合體必殺技（七彩魔法）

光之美少女 極限彩虹（Precure Extreme Rainbow）
第31話登場。吟唱的魔法為「相逢的奇蹟啊！相連的魔法啊！培育出的幸福啊！現在，在我們的掌心綻放！」
全體光之美少女利用波紋紫翠玉變身為強化形態飛越彩虹之後，再將波紋紫翠玉鑲嵌在彩虹馬車上並由一匹飛馬牽引載著莫夫倫從天而降，接著莫夫倫跳下彩虹馬車打開，將其餘的12顆波紋石鑲嵌在彩虹馬車上，從其中召喚出新道具珍貴手鐲配戴，然後三人將手放在彩虹馬車上從中召喚出一個魔法陣，最後豎起魔法陣並射出一道巨大的彩虹光束衝向敵人，將敵人加以淨化。
- 最終合體必殺技（太陽魔法）

光之美少女 極限彩虹 太陽太陽寶石（Precure Extreme Rainbow Sun Sun Jewelry）
最終戰的絕招。吟唱的魔法為「最為卓越的奇蹟啊！照亮一切的魔法啊！還有溫暖無比的幸福啊！現在，在我們的掌心綻放！」
在彩虹馬車中的魔法陣裡的12隻角全部突起並發動彩虹馬車的力量之後，幸福天使重新變回拉帕帕母神，而奇蹟天使與魔法天使則按照紅寶石、藍寶石、黃寶石及鑽石的順序變換形態與敵戰鬥，最後在獲得所有人所發出生命之光的力量後，從彩虹馬車的魔法陣中射出一道巨大的彩虹光束衝向敵人，將敵人加以淨化。
- 合體必殺技（劇場版）

光之美少女 真誠彩虹（Precure Heartful Rainbow）
該招式為「光之美少女 極限彩虹」的加強版，僅出現於劇場版，除了變身為「真誠型態」以及增加「莫夫倫天使」外，發動方式與「光之美少女 極限彩虹」相同。

#### 交接的光之美少女
宇佐美一花／奶油天使（Usami Ichika／Cure Whip）
配音：美山加戀（日本）；謝佼娟→謝寧（台灣）；何凱怡（香港）
形象顏色：  粉红色
《光之美少女：食尚甜心》主角，於最終話登場。劇中先是在閃閃甜點鋪製作甜點招待來訪的未來等人，然後以奶油天使的身份幫助未來等人治愈了多古洛古斯的蛀牙病，最後解除變身並帶著閃閃甜點鋪悄然離開。結尾曲後的交接儀式中與奇蹟天使正式交接。

#### 搭檔
莫芙倫／莫芙倫天使（Mofurun／Cure Mofurun）
配音：齋藤彩夏（日本）；李珮嘉（美妙寵物電影）（台灣）
形象顏色：  黄色（  橙色）
未來小時候從祖母得到的絨毛玩具熊，對其相當珍惜，幾乎所有行動都要帶著它去做。於未來和理子成為光之美少女同時，得到奇蹟般的生命力，是她們（未來和理子）變身的必要存在。
對良好的魔法特別敏感（感覺到的時候會說「我聞到一股香甜的味道啦莫夫～」），成為未來跟理子尋找波紋石的時候最好的助手（不過有時也會誤把甜食的味道當成波紋石的味道），語尾習慣加上「～莫芙」。
於第29話中成為了魔法童話書《莫夫德瑞拉》的主角——莫夫德瑞拉，意外使出魔法將普通的玩具馬車變成魔法馬車。
有四次變身成莫芙倫天使，首次在劇場版中，因為被願望石選中了，所以引致反派達克瑪塔覺得牠可以幫自己實現願望，把牠捉走了，在最後牠跟未來終於遇見時，牠用了一顆金和粉色的神秘波紋石（由願望石變成）變成了莫芙倫天使。
變身口號為「毛茸茸的莫芙倫！莫芙倫天使！」。
為了幫助達克瑪塔重新變回以前善良的庫瑪塔，與其成為了好友。
有兩次變回普通的絨毛玩具熊，前次是在劇場版中為了喚醒達克瑪塔的良知，牠不惜犧牲自己接下了前者幾乎致命的一拳，但後來在未來等人的呼喚下牠重新復活。後次則是在第49話因戴斯瑪斯特遭到消滅後，無魔法界及魔法界的分離下，失去魔法效力再次變回普通的絨毛玩具熊，直到未來引發奇蹟的魔法後，得以再次擁有生命與眾人重新團聚。
名字源自於日語「蓬鬆的」。
《光之美少女系列》中，第一位光之美少女的主要妖精中，首次成為光之美少女之創舉。
在2019年舉辦的官方人氣投票中，勇奪「光之美少女以外的角色」部門第一名。

#### 精靈
精靈
配音：小林桂子（日本）
在第31話結尾，誕生出代表波紋石的精靈，共有12隻。
看光之美少女能不能通過試練，有沒有資格去使出終極魔法：太陽魔法。如果牠們認可，就會令彩虹馬車突起一角。
在第48話，光之美少女通過了所有的試練，獲得全部12隻波紋石精靈的一致認可，令彩虹馬車中魔法陣的12隻角全部突起了。隨後在第49話，他們成功發動太陽魔法「光之美少女 極限彩虹 太陽太陽寶石」，徹底消滅了戴斯瑪斯特。
黃寶石的精靈（Topaz's Genius）
配音：小林桂子（日本）
外表像香蕉，代表波紋黃寶石力量，在第32話中認可光之美少女而令彩虹馬車中的魔法陣裡的一角突起了。
月光石的精靈（Moonstone's Genius）
配音：小林桂子（日本）
外表像娥眉月，代表波紋月光石力量，在第33話中認可光之美少女而令彩虹馬車中的魔法陣裡的一角突起了。
紅寶石的精靈（Ruby's Genius）
配音：小林桂子（日本）
外表像蘋果，代表波紋紅寶石力量，在第34話中認可光之美少女而令彩虹馬車中的魔法陣裡的一角突起了。
石榴石的精靈（Garnet's Genius）
配音：小林桂子（日本）
外表像胡蘿蔔，代表波紋石榴石力量，在第35話中認可光之美少女而令彩虹馬車中的魔法陣裡的一角突起了。
藍寶石的精靈（Sapphire's Genius）
配音：小林桂子（日本）
外表像扇貝，代表波紋藍寶石力量，在第36話中認可光之美少女而令彩虹馬車中的魔法陣裡的一角突起了。
海藍寶石的精靈（Aquamarine's Genius）
配音：小林桂子（日本）
外表像雪人，代表波紋海藍寶石力量，在第39話中認可光之美少女而令彩虹馬車中的魔法陣裡的一角突起了。
坦桑石的精靈（Tanzanite's Genius）
配音：小林桂子（日本）
外表像流星，代表波紋坦桑石力量，在第40話中認可光之美少女而令彩虹馬車中的魔法陣裡的一角突起了。
紫水晶的精靈（Amethyst's Genius）
配音：小林桂子（日本）
外表像葡萄，代表波紋紫水晶力量，在第42話中認可光之美少女而令彩虹馬車中的魔法陣裡的一角突起了。
粉紅電氣石的精靈（Pink Tourmaline's Genius）
配音：小林桂子（日本）
外表像桃子，代表波紋粉紅電氣石力量，在第44話中認可光之美少女而令彩虹馬車中的魔法陣裡的一角突起了。
橄欖石的精靈（Peridot's Genius）
配音：小林桂子（日本）
外表像蜜瓜，代表波紋橄欖石力量，在第46話中認可光之美少女而令彩虹馬車中的魔法陣裡的一角突起了。
鑽石的精靈（Diamond's Genius）
配音：小林桂子（日本）
外表像魔法帽，代表波紋鑽石力量，在第48話中認可光之美少女而令彩虹馬車中的魔法陣裡的一角突起了。
綠寶石的精靈（Emerald's Genius）
配音：小林桂子（日本）
外表像花朵，代表波紋綠寶石力量，在第48話中認可光之美少女而令彩虹馬車中的魔法陣裡的一角突起了，也是在這一話中她道出波紋石正是拉帕帕母神的殘餘力量。

### 魔法界
到處充滿了各式魔法的奇幻世界，前往这个世界的唯一方式是以魔法學校的專用儲值車票——魔法卡在津成木站的閘機刷卡後進入前往魔法界的秘密月台，分為普通和特快兩種運行速度，開往無魔法界的也是如此，在車內可以使用魔法卡在蜗牛販賣車上刷卡購買食品，普通速度的列車還擁有可供乘客在裡面休息的專用睡袋——宿眠蝸牛（配音：小林桂子（日本）），在這裡人們施放魔法時所念的咒語為「Cure Up Rapapa！（所想要吟唱的魔法）！」，而且還擁有自己獨有的魔法文字。第47話因戴斯瑪斯特的巫法影響下與無魔法界融合在一起。後於第49話因小哈的力量下再次分開。

#### 魔法學校
位處魔法界的中心地帶，為培養魔法使及各類魔法專業人才的專門學校，校風嚴謹且學術氣息濃厚，未來與理子以及隨後加入的言葉（小哈）正是在此處學習魔法。在此上方的樹頂有座除了校長能打開外其他人都打不開的魔法大門（但在第19話結尾未來與理子藉助新發現的波紋紫水晶的力量成功將其打開），而這座魔法大門會根據開門者內心的想法自動選擇要前往的目的地。

##### 教師
校長（Principal）
配音：內田夕夜（日本）
魔法學校的校長，被譽為魔法界最偉大魔法使的神秘男子，在親眼見到了未來能和理子變身成為光之美少女後熱情歡迎未來來到魔法學校上學。
根據理子所敘述，校長的年齡是魔法學校的七大不可思議之一（儘管表面上看起來非常的年輕，但實際年齡是四位數），另外校長本人最喜歡直接吃冰凍橘子。
還有就是校長的性格比較容易激動，尤其是當他聽到未來與理子成功做到了其他魔法使都無法做到的事情或輕而易舉地找到波紋石時（比如她倆在極易迷路的魔法學校圖書館中的知識之森里找到波紋智慧書和小哈以及在津成木車站的閘機口找到波紋黃寶石）。
知道多古洛古斯及闇之魔法之事。
第17話中透露出很多年前他曾經造訪過無魔法界，因此與未來的祖母有了初次邂逅。
第19話時似乎為了他所做的複雜預言，外出魔法學校不知去向。
第20話中被未來及理子意外發現和魔法水晶與多古洛古斯對峙，並道出多古洛古斯為校長多年前的舊友古斯及因接觸禁忌魔法而一度喪命。後與多古洛古斯戰鬥中不敵，與魔法水晶同時變回老人，隨後在第22話中因為喝了藥茶而又重新變回年輕的樣貌。然而再之後在第37話中再次因為過度使用魔法而又一度變回老人，但很快又喝了藥茶而又重新變回年輕的樣貌。
於第29話「莫夫德瑞拉」這本童話書中成為王子。
於第45話奪回古斯的闇之書，並發現古斯寫給校長的信。
於最終話第50話因透過魔法水晶聽到理子想成為魔法學校校長的宣言而嚇了一跳。
角色形象類似阿不思·鄧不利多。
魔法學校校長的七大不可思議
- 校長的年齡無人知曉。
- 在半夜里空無一人的校長室經常能聽到女人的聲音（其實就是魔法水晶的聲音）。
- 校長每天喝的藥茶苦得難以置信。
- 魔法學校圖書館的最深處校長從未去過。
- 無人見過校長親自使用魔法（於第20話已用過，且只有未來、理子、巴提、雅莫和多古洛古斯見過）。
- 校長年輕的時候在無魔法界相當受歡迎。
- 魔法學校上方的樹頂有座只有校長能打開的魔法大門（於第20話未來和理子已通過）

凱茜／魔法水晶（Cathy／Magic Crystal）
配音：新井里美（日本）
本名「凱茜」，魔法學校校長所擁有的魔法水晶球，性格雖然有點喜怒無常，但對校長的意思相當理解。
第20話中與多古洛古斯戰鬥中不敵，與魔法學校校長同時變回老人，但隨後在第22話中又重新變回年輕的樣貌。然而再之後在第37話中再次因為過度使用魔法而又一度變回老人，但很快又喝了藥茶而又重新變回年輕的樣貌。
副校長（Vice Principal）
配音：鳳芳野（日本）
魔法學校的副校長，對學生要求極為嚴苛，總是把校規和紀律放在第一位的中年女子。
對於校長讓未來在魔法學校就讀一事極為反對，卻遭魔法水晶吐槽。
第11話來到無魔法界拜訪未來家，隨後為理子就讀津成木第一中學辦理了入學手續。這期間她還提醒未來和理子：絕對不能讓無魔法界的居民知道可以使用魔法，否則將會受到沒收魔杖並禁止使用魔法的嚴厲處分。
角色形象類似麥米奈娃。
艾薩克（Isaac）
配音：櫻井敏治（日本）
魔法學校的老師，擁有40年以上的教學經驗，負責未來等人的補習課程，雖然他的假牙總是動不動就飛出去，但他相當關懷學生。
曾於補習課程中一度因年紀大腰疼而請假。
於第17話中透露出他是校長仍任職魔法學校教師時期的學生。
第46話因傷無法駕駛魔法蝸牛雪橇送禮物，而在未來三人自願幫忙下安心休養，之後為了答謝她們，贈送她們一個大聖誕禮物。

##### 學生
瓊（June）
配音：金田晶（日本）
13歲的魔法學校學生，長著一頭藍色短髮，雖然是女孩子但性格非常強硬且男子氣十足，自稱自己是個連哭鬧的孩子聽到了大名都要閉嘴的存在是學校裡的大姐頭，但缺點是經常曠課。
經艾薩克老師述說，補習原因是曠課時數過多，第9話中證實曠課的原因是她多次想偷偷地前往無魔法界（她本人非常憧憬那裡，但幾次行動都以失敗而告終）。
於補習最終考試結束後，正式成為二年級生。
於第16話與凱、艾蜜莉以及弗朗索瓦一起來到無魔法界遊玩並探望未來與理子。之後透露自己打算在魔法學校畢業之後搬到無魔法界生活。
於第18話在上二年級魔法課程時，恰巧看見從無魔法界趕回又急忙趕去盡頭之島的未來與理子身影。
於第19話告知未來與理子關於校長的七大不可思議作為兩人尋找校長的參考。
於第29話「莫夫德瑞拉」這本童話書中成為舞會的參加者。
於第30話提及志願是畢業後到無魔法界留學及學習無魔法界的時尚及文化，從而磨練自己的藝術家水準。
於最終回第50話得知在無魔法界遊學，並騎乘魔法掃帚出現在紐約的自由女神像頭頂上。
《MIRAI DAYS》時得知仍在無魔法界學習時尚設計，偶爾會回到魔法界這給弗朗索瓦當助手，另外未來在無魔法界的魔法少女裝正是她與弗朗索瓦的作品。
凱（Kay）
配音：吉岡麻耶（日本）
同樣也是13歲的魔法學校學生，長著一頭橙色短髮，性格健忘及冒失，總是上課遲到及忘記帶東西，在未來幫她畫了張備忘錄之後就改善許多。
經艾薩克老師述說，補習原因是魔法考試時遲到加上忘記帶魔杖及魔法掃帚。
於補習最終考試結束後，正式成為二年級生。
於第16話與瓊、艾蜜莉以及弗朗索瓦一起來到無魔法界遊玩並探望未來與理子。
於第18話在上二年級魔法課程時，恰巧看見從無魔法界趕回又急忙趕去盡頭之島的未來與理子身影。
於第19話告知未來與理子關於校長的七大不可思議作為兩人尋找校長的參考。
於第29話「莫夫德瑞拉」這本童話書中成為舞會的參加者。
於第30話提及志願是從事與記錄有關的工作。
於最終回第50話得知與艾蜜莉一同觀看時裝秀並隨手使用魔法記錄。
艾蜜莉（Emily）
配音：橋本千波（日本）
同樣也是13歲的魔法學校學生，長著一頭金色麻花辮長髮並佩戴眼鏡，性格膽小柔弱且有懼高症，但在補習課程的過程中逐漸改善。
經艾薩克老師所說，補習原因是魔法掃帚考試時因懼高症而不合格。
於補習最終考試結束後，正式成為二年級生。
於第16話與瓊、凱以及弗朗索瓦一起來到無魔法界遊玩並探望未來與理子。
於第18話在上二年級魔法課程時，恰巧看見從無魔法界趕回又急忙趕去盡頭之島的未來與理子身影。
於第19話告知未來與理子關於校長的七大不可思議作為兩人尋找校長的參考。
於第28話中因為已克服懼高症而考取了魔法飛毯的駕照，負責接送未來、小哈及莫夫倫到魔法森林。
於第29話「莫夫德瑞拉」這本童話書中成為舞會的參加者。
於第30話提及志願是成為首屈一指的髮型師。
於第38話的魔法南瓜祭上她更是使出了其新學會的必殺技——艾蜜莉旋轉（Emily Spin），一度讓南瓜鳥暈頭轉向，不過她自己也是如此。
於最終回第50話得知與凱一同觀看時裝秀。

#### 魔法商店街
魔法界著名的繁華商圈，在此處可以採購各種與魔法相關的道具和商品，另外這裡最著名的象徵則是位於廣場上的貓咪像手上所提的內含「熱情之火」的提燈。
弗朗索瓦（François）
配音：織田圭祐（第3話至第28話）→石井真（第38話開始）（日本）
魔法商店街服裝店老闆，曾到無魔法界修行過，對於無魔法界相關流行極為了解。
於第16話與瓊、凱以及艾蜜莉一起來到無魔法界遊玩並探望未來與理子。透露自己早已得到販賣無魔法界物料所製服飾的許可，理子於無魔法界穿著的便服正是由他本人製作。
古斯塔夫（Gustav）
配音：木村雅史（日本）
魔法商店街魔法掃帚店老闆，也是維修魔法掃帚的專家。
《MIRAI DAYS》時得知在找尋能繼承他這事業的繼承人。
托德（Todd）
配音：鈴木裕斗（日本）
魔法商店街蔬果店老闆，給未來試吃完全解凍的冰凍橘子，同時爆料校長最喜歡吃不解凍的冰凍橘子。
第27話說他家的蔬果店已經傳了整整262代。
胡克（Hook）
配音：千田光男（日本）
居住在魔法商店街的老人，喜歡向街坊講述有關魔法商店街的傳說，但講起話來相當的冗長而沉悶。

#### 人魚之鄉
位於魔法界的海底，一個住滿了人魚的美麗小鎮，傳說此地的人魚以前是可以離開海底在天空中飛翔的，但因為某些原因而失去此能力。
蘿蕾塔（Loretta）
配音：川澄綾子（日本）
居住在人魚之鄉、能唱出美妙歌聲的美人魚，第7話中作為特別講師教導未來等人如何用魔法進行發聲的課程。
第18話時幫助再次回到魔法界的理子與未來前往盡頭之島。
桃樂絲（Dorothy）、南茜（Nancy）、絲絲（Cissy）
配音：小林桂子、澤田美晴、大空直美（日本）
居住在人魚之鄉的三位小美人魚，起初對外面的世界很恐懼，但後來在遇到了未來等人之後開始立下了在天空中飛翔的目標。
第18話時與再次回到魔法界的理子與未來再次見面，告訴兩人她們正在非常努力地學習飛翔。
在第50話最終回得知已成為魔法學校的學生，理子正是她們的老師。

#### 妖精之鄉
位於魔法界中的一個只有妖精才能出入的神秘村落，沒有人知道在什麼地方，但在第42話的結尾光之美少女們利用波紋紫水晶的力量召喚出魔法大門，通過大門成功到達了這個地方（未來與理子更是首次到達妖精之鄉的人類）。
女王
配音：山本百合子（日本）
妖精之鄉的現任女王，成為女王才只有3000年而已，曾經在魔法界與校長有一面之緣。其配音員曾聲演80年代版魔法使莎莉的主角夢野莎莉。
傳奇女王
配音：太田淑子（日本）
妖精之鄉4代之前的女王，相當了解魔法界與無魔法界遙遠的過去，特別是與生命之母——拉帕帕母神有關的事。其配音員曾聲演60年代版小魔鏡的主角加賀美厚子。
奇庫倫（Chikurun）
配音：NEEKO（日本）
與奧魯巴同樣在第34話中登場，奧魯巴手下的間諜，原本是居住在魔法界「妖精之鄉」的精靈，長相酷似蜜蜂，負責針對光之美少女的情報搜集工作。
在第35話中他對莫夫倫產生了濃厚的興趣，匯報此事給主子奧魯巴。
緊接著在第36話中他隱藏身份潛入到光之美少女一行人身邊，這期間漸漸地與她們開始了親近並藉機獲取相關情報。也是在這一話中還透露出了一個非常重要的信息：奇庫倫從表面上看起來貌似是對奧魯巴絕對忠誠的，然而實際上他似乎是因為被奧魯巴抓到了什麼把柄而受到後者的威脅，從而被迫為其效力的（而這個把柄後來在第42話中證實只不過是奇庫倫在妖精之鄉時偷懶不幹活的一幕被奧魯巴發現後威脅前者要向妖精女王告密此事而已，而奇庫倫因為害怕遭到妖精女王的嚴厲訓斥所以不得不對奧魯巴俯首聽命）。
也是在第42話中他曾一度趁眾人忙於製作魔法布丁時悄悄偷走光之美少女們的波紋石和變身道具並將其交給沙金斯以避免她們遭遇危險（他天真的以為只要光之美少女們喪失變身能力的話沙金斯等人就會對她們罷手），同時他的間諜身份也因為沙金斯的公開曝光而令光之美少女們大為震驚，但後來當他看到沙金斯想要殺死喪失變身能力的光之美少女們之後，聯想起自己之前與光之美少女們的交往，他終於良心發現，獨自一人冒險飛入沙金斯的肚子里搶回了波紋石和變身道具並將其還給了光之美少女們，為此他遭到了沙金斯的攻擊而身受重傷，不過他還是帶傷與莫夫倫一起為光之美少女們提供力量消滅了沙金斯。事後他向光之美少女們進行了真誠的道歉而獲得原諒。
第43話中在光之美少女們的幫助下回到妖精之鄉，並見到極為擔心他的妖精女王。
在最終回第50話因意外卷入騷動而出現在未來等人面前，並在未來等人的幫助下脫困，順手幫小哈撿回了魔杖，騷動結束後將採取到的蜂蜜分享給雅莫。

#### 理子家
理安（Lien）
配音：小原雅人（日本）
第22話登場，魔法界著名的考古學家，因為受魔法學校校長的委託，在世界各地尋找即將到來的災難的線索。
第22話中在無魔法界沙漠的一處古代遺跡裡發現了一盞破損了的魔法油燈，原本被封印在裡面的怪物拉布早已逃之夭夭，令他大為震驚。隨後在第23話中向魔法學校校長緊急匯報此事並表示會進一步調查。
於第33話中證實他正是理子的父親，并對莫夫倫、波紋石以及彩虹馬車產生了極大的興趣。
莉莉婭（Lilia）
配音：岩男潤子（日本）
第40話登場，理子的母親，是魔法界著名的料理研究家，目前正在無魔法界主持一檔有著極高人氣的烹飪節目，但理子卻對此事一無所知。
也是在這一話中她與丈夫理安以及大女兒理珠一起來到未來家與未來等人慶祝小女兒理子的生日。
理珠（Liz）
配音：名塚佳織（日本）
魔法學校的老師，理子的姐姐。本來是魔法學校的高年級學生，因成績優異而成為補習組的代課老師，並且成為補習最終考試的考官。
原本姊妹之間的感情因為在進入魔法學校修練後有了差距而疏遠，但在補習課程中的近距離教學下渙然冰釋。
理子所持有的波紋鑽石最初是由她所持有的，但後來給予理子。
對於理子與未來成為好朋友一事感到很高興。
第13話因幫校長送信，而出現在外出旅遊BBQ的理子與未來面前，並在未來的父親邀請之下一起BBQ。
第19話時告知未來跟理子關於校長的第七個不可思議。

#### 其他
麻友／渡邊麻友（Mayu）
配音：渡邊麻友（日本）
第38話登場，魔法界的女性魔法使，目前正居住在無魔法界，以人氣偶像「渡邊麻友」的身份出道。也是在這一話中她回到魔法界擔任魔法南瓜祭的主持人，令未來等人大吃一驚。

### 闇之魔法使（Dark Magicians）
企圖奪取波紋綠寶石與波紋智慧書，令全世界籠罩在黑暗之中的邪惡魔法使團夥。
非常怨恨光之美少女，除多古洛古斯外，每當慾望怪被淨化後，雅莫及其幹部們均會說出「給我走着瞧」以示不滿。

#### 首領
多古洛古斯／古斯（Dokurokushe／Kushi）
配音：秋元羊介（多古洛古斯）、中村悠一（古斯）（日本）
闇之魔法使的首領，妄圖奪取波紋綠寶石并將全世界籠罩在黑暗之中的邪惡魔法使，其真面目直到第20話之前都不明朗（因為被其身著的深綠色長袍所籠罩），但從一些可以看見的細節（比如雙手）上推斷可能是一具骷髏，手中擁有一本酷似波紋智慧書的闇之書。
直到第19話之前他都完全沒有開口說過一句話，整個闇之魔法使團夥里也只有他的親信兼高級顧問雅莫一個人能明白他所表達的意思，第19話中首次開口說話並命令巴提與光之美少女戰鬥。
第20話中顯露出了骷髏真面目，進一步透露出他的真正身份竟然是魔法學校校長多年前的舊友，同時也是當時魔法學校最優秀的魔法使——古斯，因為多年前他接觸禁忌魔法喪命，才變成了骷髏模樣。每施展一次魔法都對身體造成沉重負擔，但仍在這一話中奪取了波紋綠寶石及波紋智慧書，並利用其力量發動闇之魔法超獸化為巨人形態開始向魔法界大舉進攻。
最終在第21話中被「光之美少女 永恆鑽石」粉碎身體於外太空，其怨念被第三次成長的小哈淨化後，靈魂回歸天國。
名字源自於日語「骷髏骨」。

#### 高層
雅莫（Yamoh）
配音：高戶靖廣（日本）
多古洛古斯的親信兼高級顧問，有著壁虎般的外貌，負責向幹部們傳達多古洛古斯的命令及占卜波紋綠寶石的下落。
與巴提互看對方不順眼，甚至經常出言諷刺。
在第15話中他在聽到了斯巴爾達關於小哈與光之美少女之間存在著非同一般的關係的報告之後，引起了他對小哈的極大興趣。
在第16話中他向幹部們傳達了多古洛古斯要求奪取波紋智慧書的嚴令。
由於多古洛古斯每施展一次魔法都對身體造成沉重負擔，因此雅莫經常在一旁提醒多古洛古斯不要輕易使用魔法。
在第21話中他在將自己的靈魂獻給多古洛古斯之後死去，但因當時留下斷掉的尾巴，而在第22話中在拉布的幫助下從斷尾中重新復活。復活之後他收集了自己的主子多古洛古斯殘留下的5具骸骨用來製造超級慾望怪，並發誓要對光之美少女進行瘋狂的報復，這期間他一個人孤零零的棲息在無魔法界的公園及下水道，還親手製作了一個多古洛古斯模樣的人偶，平日經常向其行禮以排解因失去主子而生的苦悶感。
最終在第26話中利用最後一具多古洛古斯的骸骨親自化為慾望怪與光之美少女交手，被「光之美少女 輪迴綠寶石」打敗後退化為壁虎原型。
於第29話「莫夫德瑞拉」這本童話書中成為邪惡魔法使。
之後第50話因為看見多古洛古斯造型的慾望怪而想起多古洛古斯，卻意外引發闇之書的力量而重新復活。
名字源自於日語「壁虎」。

#### 三幹部
巴提（Batty）
配音：遊佐浩二（日本）
闇之魔法使的男性幹部，有著蝙蝠般的外貌，表面上是合乎禮儀的紳士，但實際上是個為了目的不擇手段的小人。
因見識到光之美少女的誕生而急忙報告於多古洛古斯，卻遭雅莫刁難，因此對於雅莫的占卜準確率極為不信任，甚至挖苦。
自從親眼目睹了斯巴爾達和伽美茨相繼敗於光之美少女之手後，他開始對多古洛古斯的真正目的產生了疑問，並懷疑雅莫所傳達的每一條來自多古洛古斯的命令可能是其杜撰的。但他隨後在第19話中親耳聽到了多古洛古斯親口下達的命令之後打消了懷疑，也是在這一話中他親自超獸化將自己與斯巴爾達和伽美茨的殘餘力量融合在一起與光之美少女交手，被「光之美少女 智慧藍寶石」打敗，深負重傷之後狼狽逃走。
第20話試圖將現身的波紋綠寶石搶奪下來獻給多古洛古斯，但被波紋綠寶石釋放出的強大光芒徹底消滅，隨後在第21話證實其退化為蝙蝠原型。
於無魔法界的棲息處為高樓大廈的頂端及洞窟之中。
第29話「莫夫德瑞拉」這本童話書中成為莫夫德瑞拉的姐姐。
第44話被奧魯巴復活，不過他表示對於失去了主子和使命感的自己來說，自己也失去了存在的必要性，因此寧願變回蝙蝠也不願意再參與戰鬥了。
第45話中他將雅莫、斯巴爾達及伽美茨的原型還有多古洛古斯模樣的人偶融合成慾望怪與奧魯巴交手，並在事後帶著曾經的同伴們離開。
最終回第50話中成為魔法學校的學生，是理子的學生。
名字源自於英語「蝙蝠」。
斯巴爾達（Sparda）
配音：小林優（日本）
闇之魔法使的女性幹部，有著蜘蛛般的外貌，專門以計謀對付敵人的策士，戰術手段上慣用蛛絲。對貓毛過敏。
對於同為幹部的巴提的失敗原因，感到極為不屑，甚至認為那只是愚蠢的藉口而已。
第15話意外發現小哈與光之美少女之間存在著非同一般的關係，於是在戰鬥結束後趕緊將此事報告給雅莫。
第16話親自化為慾望怪與光之美少女交手，被「光之美少女 智慧藍寶石」打敗退化為蜘蛛原型後被巴提帶走。
於無魔法界的棲息處為森林。
第29話「莫夫德瑞拉」這本童話書中成為莫夫德瑞拉的姐姐。
第43話被奧魯巴復活，隨後被「光之美少女 極限彩虹」擊敗退化為蜘蛛原型，但又被奧魯巴再次復活。
第45話與伽美茨暗算奧魯巴並奪走闇之書，但隨後遭到超獸化的奧魯巴打回原型。
名字源自於古希臘城邦「斯巴達」及英語「蜘蛛」的合體字。
伽美茨（Gamettsu）
配音：中田讓治（日本）
闇之魔法使的男性幹部，有著烏龜般的外貌，對敵皆為堂堂正正戰鬥的武癡。
自稱自己是闇之魔法使的「魔法戰士」，深得雅莫的信任，而且就算光之美少女沒有變身他也會進行攻擊。
第17話趁光之美少女忙於與慾望怪戰鬥時撿走小哈因慾望怪襲擊而掉落的波紋石榴石。
第18話親自超獸化與光之美少女在盡頭之島交手，被「光之美少女 熱情紅寶石」打敗退化為烏龜原型後被巴提帶走，其搶走的波紋石榴石也被光之美少女奪回。
於無魔法界的棲息處為河川邊及地下水道。
第29話「莫夫德瑞拉」這本童話書中成為莫夫德瑞拉的繼母。
第44話被奧魯巴復活，首次與幸福天使交手。
第45話與斯巴爾達暗算奧魯巴，但隨後遭到超獸化的奧魯巴打回原型。
最終回第50話中得知即使變回原型仍然想打倒光之美少女。
名字源自於日語「烏龜」。

#### 怪物
慾望怪（Yokubarl）
配音：島田岳洋（日本）
本作第1話至第26話的刺客物質，為闇之魔法使成員以闇之魔法融合兩種物品變出來的怪物，身上總是帶有骷髏頭圖案，被打敗後怪物將會消失，恢復為變成怪物之前的物品。
第22話開始雅莫利用多古洛古斯殘留下的骸骨製造出了強化型的超級慾望怪（Super Yokubarl），身上的骷髏頭圖案左半邊被染成了黑色，其戰鬥力比之前的慾望怪更加的強大與恐怖。
第43話闇之魔法使的幹部被奧魯巴復活後，製造出黑色骷髏頭圖案的無敵慾望怪（Hyper Yokubarl），召喚魔法與之前一致，戰鬥力則比之前再一次加倍。
第45話中出現了巴提製造出的究極慾望怪（Motto Yokubarl），其戰鬥力在混沌慾望怪之上。
幹部們的召喚魔法為「魔法融合！出來吧，慾望怪！」（超級慾望怪的召喚魔法則是「魔法融合！在偉大的黑暗之中，出來吧，慾望怪！」）。
名字源自於日語「慾望」。
| 集數    | 融合物品1                                                                       | 融合物品2                                                |
| ------- | ------------------------------------------------------------------------------- | -------------------------------------------------------- |
| 1 - 2   | 貨車                                                                            | 烏鴉羽毛                                                 |
| 3       | 冰凍橘子                                                                        | 碎石                                                     |
| 4       | 書本1（有鯊魚圖案）                                                             | 書本2（有刀劍圖案）                                      |
| 5       | 冰柱                                                                            | 冰凍巨人                                                 |
| 6       | 噴泉嘴                                                                          | 魔法沙漏                                                 |
| 7       | 貝殼                                                                            | 海藻                                                     |
| 8       | 草藤                                                                            | 天馬（母）                                               |
| 9       | 補考合格證                                                                      | 怕怕花                                                   |
| 10      | 野貓毛                                                                          | 摩托車                                                   |
| 11      | 櫻花樹                                                                          | 告示板                                                   |
| 12      | 烏雲                                                                            | 警告標誌牌                                               |
| 13      | 蜂巢                                                                            | 蒸飯盒                                                   |
| 14      | 足球                                                                            | 黑板擦                                                   |
| 15      | 香蕉皮                                                                          | 電線桿                                                   |
| 16      | 直升機                                                                          | 斯巴爾達（自身）                                         |
| 17      | 玫瑰花                                                                          | 津成木仙貝                                               |
| 18      | 伽美茨（自身）+（超獸化）                                                       | 伽美茨（自身）+（超獸化）                                |
| 19      | 巴提（自身） + 斯巴爾達（殘餘力量） + 伽美茨（殘餘力量）                        | 巴提（自身） + 斯巴爾達（殘餘力量） + 伽美茨（殘餘力量） |
| 20 - 21 | 多古洛古斯（自身）                                                              | 波紋綠寶石及波紋智慧書                                   |
| 22      | 火箭造型的兒童滑梯                                                              | 蟬                                                       |
| 23      | 玩具水槍                                                                        | 扇子                                                     |
| 24      | 布卷                                                                            | 燈籠                                                     |
| 25      | 草帽                                                                            | 石筍                                                     |
| 26      | 雅莫（自身）                                                                    | 蟲籠                                                     |
| 29      | 伽美茨（自身）+（巨大化）                                                       | 伽美茨（自身）+（巨大化）                                |
| 43      | 小石頭                                                                          | 魔法果實                                                 |
| 44      | 指路牌                                                                          | 貝殼                                                     |
| 45      | 斯巴爾達（自身）+（超獸化）                                                     | 斯巴爾達（自身）+（超獸化）                              |
| 45      | 伽美茨（自身）+（超獸化）                                                       |                                                          |
| 45      | 多古洛古斯的人偶 + 雅莫（壁虎原型） + 斯巴爾達（蜘蛛原型） + 伽美茨（烏龜原型） |                                                          |
| 50      | 多古洛古斯的棒棒糖人偶                                                          | 多古洛古斯的棒棒糖人偶                                   |

### 無盡的混沌（Never Ending Chaos）
第22話開始暗中活動的一股邪惡勢力，根據魔法水晶的占卜，這股勢力「會在大地上降下災難，給世界帶來破壞與混沌」。
第27話開始正式行動。
第48話得知所有親屬皆為戴斯瑪斯特遭到封印後分裂出來並產生自我人格的個體，因此本身就是戴斯瑪斯特。

#### 首領
戴斯瑪斯特（Deusmast）
配音：所有戴斯瑪斯特親屬的配音（龍田直樹、速水獎、井上喜久子、杉山紀彰）（日本）
無盡的混沌的首領，從太陽黑子中甦醒，妄圖將包括魔法界與無魔法界在內的整個世界徹底毀滅的邪惡存在。
他正是拉布口中曾經提到的「那位先生」。
第47話復活，將魔法界與無魔法界重新合而為一。
第49話中被「光之美少女 極限彩虹 太陽太陽寶石」徹底消滅。
名字源自於拉丁語「男神」。

#### 幹部
拉布（Labut）
配音：龍田直樹（日本）
無盡的混沌的男性幹部。
第22話登場，從無魔法界某沙漠中的遺跡的油燈甦醒，有著《阿拉丁與神燈》的神燈精靈般外貌的怪物。
戴斯瑪斯特的親屬，身上隱藏著強大的力量，但對任何事都是嫌麻煩的態度。可以製造黑暗結界。
第22話在魔法界偶然發現了雅莫殘留的斷尾，於是用巫法復活雅莫，隨後目睹了未來與理子變身為光之美少女與慾望怪交手，以及第三位光之美少女幸福天使誕生的一幕，開始對她們產生了極大的興趣。
第23話接觸了剛剛復活的雅莫，表示願意為他的邪惡野心提供協助。
第26話目睹雅莫被光之美少女們打敗之後，曾經說自己原本打算把「那位先生」吩咐的重要任務交給雅莫去做。而這似乎是在暗示拉布這個傢伙背後還隱藏著另一個更加恐怖的巨大黑幕……
第27話開始正式現身與光之美少女交手，並道出他們使用名為巫法的力量。
第30中再次親自與光之美少女交手，被「光之美少女 熱情紅寶石」命中後，淨化前自行以巫法解除。
第31話他親自超獸化製造蜗牛尼亞號列車脫軌事故，企圖將光之美少女一行人永遠困在魔法界與無魔法界之間的次元夾縫里，但被「光之美少女 極限彩虹」消滅。
於第47話復活。
名字源自於英語「拉布拉多」。
沙金斯（Shakince）
配音：速水獎（日本）
無盡的混沌的男性幹部。
第30話登場，從無魔法界的某個石像中甦醒，有著日本神話天狗般外貌的怪物，總是身著和服並拿著一把樹葉扇子，背後長著一雙翅膀。
戴斯瑪斯特的親屬，說話口氣有如軍人般嚴厲。
第32話開始正式現身與光之美少女交手。
第34話時因遭安慰好友真弓的未來等人無視而生氣。
第42話親自超獸化與光之美少女交手，被「光之美少女 極限彩虹」徹底消滅。
於第47話復活。
名字源自於日語「砂金」。
貝尼丘（Benigyo）
配音：井上喜久子（日本）
無盡的混沌的女性幹部。
第30話登場，從無魔法界的某個土偶中甦醒，有著中國神話雷神般外貌的怪物。
戴斯瑪斯特的親屬，說話口氣有如辣妹般傲慢。
第33話開始正式現身與光之美少女交手。
第46話時因全身衣裝為紅色而被尋找魔法使身影（也就是未來等人身影）的加奈和真弓誤當成聖誕老人，怒而對兩人攻擊。
第47話超獸化，之後被「光之美少女 極限彩虹」打回原樣，唯一被「光之美少女 極限彩虹」打中，卻沒被消滅而立刻復活的其中一名幹部。
名字源自於日語「紅玉髓」。
奧魯巴（Orba）
配音：杉山紀彰（日本）
無盡的混沌的男性幹部。
第34話登場，甦醒時間比拉布、沙金斯和貝尼丘等三人還要早，有著俊美青年般外貌的怪物，總是身著藍黑相間的西裝外套並佩戴眼鏡，手裡經常拿著書在看。
戴斯瑪斯特的親屬，性格極端冷酷而奸詐，對無魔法界的生態有著極大的興趣，早已在暗中秘密搜集光之美少女的情報。
第36話開始正式現身與光之美少女交手。
第41話趁光之美少女與混沌慾望怪交手之機拿走了沉沒在魔法界海底、多古洛古斯（古斯）遺留的闇之書，想要利用其力量進行不可告人的罪惡陰謀。而這個陰謀後來在第43話證實是他利用了那本闇之書復活了闇之魔法使幹部，用來重新對付光之美少女。
第44話察覺到小哈極有可能為拉帕帕母神的轉世。
第45話道出混沌眷屬正是黑暗魔法的來源，遭到斯巴爾達和伽美茨的暗算奪走闇之書，隨後憤而超獸化將兩人打回原型並奪回闇之書，但之後被「光之美少女 極限彩虹」徹底消滅，臨死前最後一刻利用自身力量解放闇之書的全部黑暗力量，復活其他的戴斯瑪斯特親屬。
於第47話復活。
名字源自於英語「澳寶」。
以上四人皆與戴斯瑪斯特融為一體。

#### 協助者
奇庫倫（Chikurun）
妖精之鄉参照。

#### 怪物
混沌慾望怪（Don Yokubarl）
配音：山本祥太（日本）
第27話開始登場的刺客物質，為無盡的混沌幹部以巫法融合兩種物品變出來的怪物，長有3隻眼睛，戰鬥力比慾望怪（尤其是超級慾望怪）更加恐怖，被打敗後一樣會消失並恢復為原本的物品。
| 集數 | 融合物品1                                      | 融合物品2                                      |
| ---- | ---------------------------------------------- | ---------------------------------------------- |
| 27   | 白狼雕像                                       | 氣球                                           |
| 28   | 玩具弓箭                                       | 兔子布偶                                       |
| 30   | 水彩畫筆                                       | 方形桌                                         |
| 31   | 拉布（自身） + （超獸化）                      | 拉布（自身） + （超獸化）                      |
| 32   | 足球球門                                       | 三角錐                                         |
| 33   | 落葉                                           | 噴泉水                                         |
| 34   | 長椅                                           | 布穀鳥鐘                                       |
| 35   | 理子的學生會長選舉助選看板                     | 理子的學生會長選舉宣傳文件（包含海報、政見）   |
| 36   | 鐵網垃圾桶                                     | 長椅                                           |
| 37   | 籮筐                                           | 冰柱                                           |
| 38   | 捕蟲網                                         | 芭菲                                           |
| 39   | 糖果                                           | 萬聖節氣球                                     |
| 40   | 生日帽                                         | 生日拉炮                                       |
| 41   | 木舟                                           | 指南針                                         |
| 42   | 沙金斯（自身） + （超獸化）                    | 沙金斯（自身） + （超獸化）                    |
| 45   | 公園時鐘                                       | 公園鞦韆                                       |
| 45   | 奧魯巴（自身） + （超獸化）                    |                                                |
| 46   | 垃圾桶                                         | 聖誕樹                                         |
| 47   | 貝尼丘（自身）+ 戴斯瑪斯特其他親屬 +（超獸化） | 貝尼丘（自身）+ 戴斯瑪斯特其他親屬 +（超獸化） |

### 無魔法界（No Magic Realm）
沒有魔法的普通人類世界，但也是魔法界的魔法使所嚮往的修行之地。
另外魔法使來到無魔法界修行，有一條最重要的規定就是不能被無魔法界的人（包括未來的家人）看到魔法使施展魔法，否則就要沒收魔杖並且禁止使用魔法。
第16話中根據弗朗索瓦的說法，有不少魔法界的人也在無魔法界生活。
第47話因戴斯瑪斯特的巫法影響下與魔法界融合在一起。
後於第49話因小哈的力量再次分開。

#### 朝日奈家
朝日奈今日子
配音：加藤有生子（日本）
未來的母親，經營一家寶石商店，未來所持有的波紋鑽石正是她從海外帶回來的。
第23話熱情歡迎小哈前來寄住。
結希鹿子
配音：太地琴惠（日本）
未來的祖母，正是她將莫夫倫送給了未來，也是受其影響之下，未來極為相信魔法使的存在。
第3話時收到未來從魔法學校的通訊，並讓未來在魔法學校上學。
第17話透露出她曾在中學時代因為被困在樹上的貓咪而與魔法學校校長有了邂逅，因此讓她對魔法使的存在深信不疑。也是在這一話中又透露出她平日里最喜歡去一家擁有80年歷史的老店鋪購買津成木當地的著名特產——津成木仙貝食用。
第39話中因魔法學校學生來到無魔法界過萬聖節的關係，而意外地與魔法學校校長再次邂逅。
朝日奈大吉
配音：青木強（日本）
未來的父親，在家電製造廠上班，動不動就會買新的家電產品回來。
喜歡收藏未來小時候的照片。
第25話中修理海灘店中故障的製冰機。

#### 津成木第一中學
未來、理子與言葉（小哈）在無魔法界所就讀的學校。因小哈的騷動使學校流傳著有「能帶來幸福的精靈」出沒。

##### 教師
高木老師
配音：藤沼建人（日本）
津成木第一中學的教師，為未來他們所在的班級的班主任，負責教導數學。

##### 學生
勝木加奈
配音：菊地美香（日本）
津成木第一中學的學生，未來與理子的同班同學，極為相信魔法使的存在。
第11話中偶然目擊到未來與理子騎著魔法掃帚飛行以及莫夫倫與小哈從教室的儲物櫃里走出來之後令她大吃一驚。隨後多次地目睹兩人騎著魔法掃帚在空中飛行。於第15話中更目睹變裝成飛龍後的小哈坐在樹上。第16話更是與真弓兩人目睹到飛往津成木車站的魔法飛毯。第25話中更進一步目睹到小哈偷偷製造的大量魔法。第34話與真弓兩人目睹到為安慰真弓而使用魔法送上草莓菠蘿麵包的理子騎著掃把的身影。第46話與真弓兩人目睹騎乘魔法掃帚送禮物的未來、理子、小哈三人身影，之後遭到貝尼丘攻擊時，更是親眼看見光之美少女的戰鬥，之後在光之美少女解決混沌慾望怪後，詢問三人是否為魔法使。最終回第50話因突然出現的草莓菠蘿麵包而與真弓一同目睹彩虹馬車的身影，兩人再次相信魔法使的存在。
第16話中與來無魔法界遊玩的瓊等人成為好友。
第29話「莫夫德瑞拉」這本童話書中成為舞會的參加者。
第34話安慰失戀的真弓後，兩人成為了好友，並開始直接稱呼對方的名字。
第46話與真弓一起被貝尼丘襲擊，後被光之美少女三人所救，並答應為她們出現一事保密。
長瀨真弓
配音：多田好（日本）
津成木第一中學的學生，同樣是未來與理子的同班同學，與未來從一年級開始就是好友，相當關心未來。
與加奈相反，經常對魔法和魔法使的存在抱著懷疑的態度。
第16話中與來無魔法界遊玩的瓊等人成為好友。
第25話中於海灘以驚人劍技一擊劈開被小哈變大的滾動中超巨型西瓜。
第34話因暗戀一個曾幫助她的男生，準備告白之時卻得知對方已有女朋友而失戀，後在加奈的安慰下不再介懷，最後彼此成為好友，並直接互相稱呼名字。
第46話與真弓一起被貝尼丘襲擊，後被光之美少女三人所救。
以上兩人於最終回第50話在路上逛街，卻在兩人面前出現飄空的草莓菠蘿麵包，之後一同看到彩虹馬車從天空飛過去。
大野壯太
配音：高橋孝治（日本）
津成木第一中學的學生，同樣是未來與理子的同班同學，是未來小學時候的玩伴。
第32話開始擔任學校足球部的部長。
最終回第50話得知仍在踢足球，是大學足球隊的成員。
並木悠斗
配音：朝井彩加（日本）
津成木第一中學的學生，同樣是未來與理子的同班同學，學習成績在理子轉入之前一直都是全年級第一。
第35話因理子退選而當選為津成木第一中學的學生會會長。
最終回第50話在新建設的公園準備吃飯時，卻意外地從袋子中拿出小哈所贈送的草莓菠蘿麵包。
內藤真司
配音：本橋大輔（日本）
津成木第一中學的學生，為學校足球部的部員。

### 其他
拉帕帕母神（Mother Rapapa）
第43話被妖精之鄉的傳奇女王提及，是為生命之母，授與人類魔法，守護著各种生物和妖精。
在戴斯瑪斯特和他的手下來侵襲世界時，挺身與之一戰並成功把他們全部封印，但最後因力竭而消逝。
消逝前最後留下的力量就是「光之美少女」（波紋石），之後原本的世界便分裂為現在的魔法界和無魔法界。
第45話由奧魯巴道出小哈正是拉帕帕母神力量的繼承者。
第49話戴斯瑪斯特遭到消滅後，小哈重新變回拉帕帕母神，用自己的力量分離無魔法界及魔法界。
索爾希埃爾（Solcieel）
本身為光之美少女 All Stars 大家歌唱吧♪奇跡的魔法！反派，現在以改邪歸正形象出現。
於最終回第50話登場，在魔法學校食堂的一角出現。
在《MIRAI DAYS》第3話得知她在魔法學校擔任教師。
名字源自於法語「巫師」。

### MIRAI DAYS
翡翠
配音：早見沙織（日本）
出現在未來和理子面前的神秘少女。
擁有一頭美麗的翡翠色頭髮。
埃爾
配音：豐永利行（日本）
本作反派。出現在未來等人面前的謎之人物。
其目的不明。
野口
配音：小林桂子（日本）
未來就讀大學的校友。
谷崎
配音：澤田美晴（日本）
未來就讀大學的校友。

## 光之美少女的用具
波紋石（Wrinkle Stone）
光之美少女變身和使出必殺技的用具。每種寶石結合波紋杖、莫夫倫的領結、花朵回聲魔杖及波紋智慧書使用，可以發動不同等級的魔法。分別有四種能發動金魔法（合體必殺技），七種能發動銀魔法（個人技）及一種能發動花魔法。能發動金魔法的四種是負責守護波紋綠寶石的守護魔法，而能發動銀魔法的七種則是負責支持波紋綠寶石的支柱魔法，而在第31話中新誕生一種能發動七彩魔法的七彩波紋石。在第48話表示波紋石中正是拉帕帕母神的殘餘力量。設計靈感源自誕生石。
- 能發動金魔法的四種波紋石是光屬性的波紋鑽石（Wrinkle Stone Dia）、于第3话得到火屬性的波紋紅寶石（Wrinkle Stone Ruby）、于第7话得到水屬性的波紋藍寶石（Wrinkle Stone Sapphire）及于第11话得到電屬性的波紋黃寶石（Wrinkle Stone Topaz），可以在莫夫倫配合下，讓未來與理子變身成為四種不同造型，分別是最基本的鑽石型態（Dia Style）、以紅色為主調，雙馬尾造型的紅寶石型態（Ruby Style）、以藍色為主調，長髮造型的藍寶石型態（Sapphire Style），及以黃色為主調，麻花辮造型的黃寶石型態（Topaz Style）。
- 能發動銀魔法的七種波紋石是于第8话得到花屬性的波紋粉紅電氣石（Wrinkle Stone Pink Tourmaline）、于第19话得到大門屬性的波紋紫水晶（Wrinkle Stone Amethyst）、于第18话得到大地屬性的波紋石榴石（Wrinkle Stone Garnet）、于第14话得到月屬性的波紋月光石（Wrinkle Stone Moonstone）、于第5话得到冰屬性的波紋海藍寶石（Wrinkle Stone Aquamarine）、于第13话得到草屬性的波紋橄欖石（Wrinkle Stone Peridot）及于第12话得到宇宙屬性的波紋坦桑石（Wrinkle Stone Tanzanite）。
- 能發動花魔法的則是在第20話中現身，蘊藏特別強大力量的生命屬性波紋石——波紋綠寶石（Wrinkle Stone Emerald），幸福天使利用這個寶石變身成為綠寶石型態（Emerald Style）。
- 能發動七彩魔法的則是在第31話中現身，同樣蘊藏特別強大力量的彩虹屬性波紋石——波紋紫翠玉／波紋變石（Wrinkle Stone Alexandrite），光之美少女三人利用這個寶石變身成為強化形態——飛越彩虹（Over the Rainbow）（又名紫翠玉型態（Alexandrite Style），劇場版中還出現了其衍生的真誠型態（Heartful Style），以「願望之石」變身而成）。

魔杖（Magic Wand）
魔法界成員施放魔法所用的木杖，於成員出生時由各處的「魔杖之樹」誕生，另外魔杖前端造型會依照持有者而有所不同。
唯二的例外是未來與小哈的魔杖，前者在初次拜訪魔法學校時從魔杖之樹取得，後者的魔杖是波紋智慧書所附的手寫筆。
光之美少女在變身時，此物會隨之變化成波紋杖與花朵回聲魔杖。
波紋杖（Wrinkle Stick）
奇蹟天使與魔法天使的專用武器，由魔杖伴隨變身演變而成，结合波紋石使用，可以發動四種金魔法（合體必殺技）及七種銀魔法（個人技）等魔法。
魔法掃帚（Magic Broom）
魔法使出行的專用交通工具，理子與未來所用的魔法掃帚為初學者練習用的，花海言葉的掃帚較特別，主要是粉和綠色（暖色調）。
每個魔法掃帚最多可乘坐兩人，若三人或以上同時乘坐魔法掃帚，飛行速度會因超載而變慢。
波紋智慧書（Wrinkle Smarthon）
第4话登场用來照顧小哈的專用道具，外觀造型像是書本，而裡面擁有像是智慧型手機的介面，同時也是小哈的休息處，可裝上波紋石使用。
第22話開始花海言葉用此變身成為幸福天使。
第23話花海言葉用波紋智慧書上的手寫筆吟唱「Cure Up Rapapa！我的掃帚，出來吧！」的時候，波紋智慧書有閃動過一次（好像每一次花海言葉用魔法都會閃動，而在第29話的閃動過後波紋智慧書更是直接把正在熟睡中的主角一行人帶到了童話「莫夫德瑞拉」的故事里），而且她在這話中說，在第22話，波紋智慧書發光時，它跟她說「綠寶石之力，會變成妳希望的形態」。
波紋智慧書的手寫筆（Magic Touch Pen）
當波紋石裝上波紋智慧書時，會自動畫出食物給小哈吃，還可以用它和波紋智慧書來變身（變身為幸福天使時會在介面上書寫手寫體的大寫拉丁字母F並演變為Felice一詞，而變身為「飛越彩虹」形態時則會在介面上書寫手寫體的大寫拉丁字母A）。
第23話花海言葉說到波紋智慧書上的手寫筆是她的魔杖，可以在吟唱完「Cure Up Rapapa！」之後以繪畫的方式憑空變出物件（第23話變出魔法掃帚，第24話變出家具，第25話變出草帽及莫夫倫的泳衣，第27話變出自己的魔法學校校服，第30話為未來與理子變出帶翅膀的芭蕾舞服裝，第38話為眾人變出捕蟲網，第39話為眾人變出萬聖節服裝）。
花朵回聲魔杖（Flower Echo Wand）
第22話登場，幸福天使的專用武器，由波紋智慧書上的手寫筆變成，配合波紋綠寶石使用，可以發動花魔法，並且還可以和波紋杖一樣配合七種銀魔法波紋石發動銀魔法（個人技）。
彩虹馬車（Rainbow Carriage）
第29話登場，原為「莫夫德瑞拉」這本童話中出場的魔法馬車，但後來在未來等人的房間裡出現縮小版本的魔法道具，配合波紋紫翠玉使用，可以使三位光之美少女變身成強化型態「飛越彩虹」，發動七彩魔法「光之美少女 極限彩虹」跟太陽魔法「光之美少女 極限彩虹 太陽太陽寶石」。劇場版中配合「願望之石」使用，可以使四位光之美少女變身成強化型態「真誠型態」，發動必殺技「光之美少女 真誠彩虹」。
第49話光之美少女們消滅了戴斯瑪斯特之後，彩虹馬車一度變回冰凍橘子在外太空中漂流，但之後最終回第50話重新變回馬車，載著光之美少女們翱翔天空。
珍貴手鐲（Precious Bracelet）
第31話登場，光之美少女發動必殺技「光之美少女 極限彩虹」、「光之美少女 極限彩虹 太陽太陽寶石」跟「光之美少女 真誠彩虹」的必要道具，由所有波紋石藉由彩虹馬車的力量變成。

## 製作人員
- 原作：東堂泉
- 企劃：
  - 野下洋（朝日放送、第1—21話）、西出將之（朝日放送、第1—21話）→（ABC動畫、第22話開始）
  - 高橋知子（旭通廣告）、鷲尾天（東映動畫）
- 製作人：
  - 野下洋（朝日放送、第22話開始）、植月幹夫（朝日放送、第1—21話）→（ABC動畫、第22話開始）
  - 遠藤里紗（旭通廣告）、內藤圭祐（東映動畫）
- 系列導演：三塚雅人
- 系列構成：村山功
- 角色設計：宮本繪美子
- 美術設計：增田龍太郎
- 色彩設計：佐久間子
- 音樂：高木洋
- 製作擔當：山崎尊宗
- 製作協力：東映
- 製作：朝日放送、ABC動畫（第22話開始）、旭通廣告、東映動畫[10]

## 主題曲
本作在片尾曲繼續採用全3D製作動畫，並由原七惠擔任舞蹈創作，首次由主角的聲優擔任片尾曲的主唱；第15話為光之美少女系列的第600話，在片尾曲結束之後播放了第600話到達的特別消息。
片頭曲
第1季
Dokkinn◇（第1話—第21話）
作詞：森雪之丞，作曲：奥村愛子，編曲：宮崎誠，主唱：北川理惠
第6話至第9話片頭曲有使用到「光之美少女 All Stars 大家歌唱吧♪奇蹟的魔法！」的部分畫面。
Dokkinn◇ Part2（第22話—第50話）
作詞：森雪之丞，作曲：奥村愛子，編曲：中村博，主唱：北川理惠
第36話至第42話片頭曲有使用到《電影版魔法使光之美少女！奇蹟的變身！莫夫倫天使！》的部分畫面。
第2季Dokkin◇ Part3 ～MIRAI DAYS～
作詞：森雪之丞，作曲：奥村愛子，編曲：高木洋，主唱：北川理惠
片尾曲
第1季
CURE UP↑RA♡PA☆PA!〜（第1話—第21話）
作詞：六之見純代，作曲：多田彰文，編曲：中村博，主唱：奇蹟天使（高橋李依）、魔法天使（堀江由衣）
（第22話—第37話、第40話—第50話）
作詞：只野菜摘，作曲：前山田健一，編曲：，主唱：奇蹟天使（高橋李依）、魔法天使（堀江由衣）、幸福天使（早見沙織）
（第38話—第39話）
作詞：秋元康，作曲：Akira Sunset，編曲：重永亮介，主唱：渡邊麻友
本曲為宣傳電影的片尾曲。
第2季
作詞：六之見純代，作曲、編曲：高木洋，主唱：奇蹟天使（高橋李依）、魔法天使（堀江由衣）、幸福天使（早見沙織）
插入曲（第1季）
〜Wink〜（第29話）
作詞：青木久美子，作曲：高取秀明，編曲：籠島裕昌，主唱：五條真由美
（純音樂版）（第39話）
作詞：六之見純代，作・編曲：高木洋，原唱：北川理惠
Precure Holy Night（純音樂版）（第46話）
作詞：大森祥子，作・編曲：高木洋，原唱：內八重由賀
（第49話）
作詞・作曲・編曲：Nostalgic Orchestra，主唱：朝日奈未來（高橋李依）、莫夫倫（齋藤彩夏）
（第49話）
作詞：青木久美子，作・編曲：高木洋，主唱：奇蹟天使（高橋李依）、魔法天使（堀江由衣）

## 各話列表
| 話數                                          | 標題                                           | 劇本                          | 分鏡                          | 演出                          | 作畫監督 | 美術（第1季） 總作畫監督（第2季）   | 首播日期                      |                               |                               |                               |                               |                               |                               |                               |                               |                               |                               |                               |                               |                               |                               |                               |                               |                               |
| 第1季：《魔法使光之美少女！》                 | 第1季：《魔法使光之美少女！》                  | 第1季：《魔法使光之美少女！》 | 第1季：《魔法使光之美少女！》 | 第1季：《魔法使光之美少女！》 | 第1季：《魔法使光之美少女！》 | 第1季：《魔法使光之美少女！》       | 第1季：《魔法使光之美少女！》 | 第1季：《魔法使光之美少女！》 | 第1季：《魔法使光之美少女！》 | 第1季：《魔法使光之美少女！》 | 第1季：《魔法使光之美少女！》 | 第1季：《魔法使光之美少女！》 | 第1季：《魔法使光之美少女！》 | 第1季：《魔法使光之美少女！》 | 第1季：《魔法使光之美少女！》 | 第1季：《魔法使光之美少女！》 | 第1季：《魔法使光之美少女！》 | 第1季：《魔法使光之美少女！》 | 第1季：《魔法使光之美少女！》 | 第1季：《魔法使光之美少女！》 | 第1季：《魔法使光之美少女！》 | 第1季：《魔法使光之美少女！》 | 第1季：《魔法使光之美少女！》 | 第1季：《魔法使光之美少女！》 |
| --------------------------------------------- | ---------------------------------------------- | ----------------------------- | ----------------------------- | ----------------------------- | --- | ----------------------------------- | ----------------------------- | ----------------------------- | ----------------------------- | ----------------------------- | ----------------------------- | ----------------------------- | ----------------------------- | ----------------------------- | ----------------------------- | ----------------------------- | ----------------------------- | ----------------------------- | ----------------------------- | ----------------------------- | ----------------------------- | ----------------------------- | ----------------------------- | ----------------------------- |
| 1                                             | 如同奇蹟與魔法般的相遇！魔法使光之美少女誕生！ | 村山功                        | 三塚雅人                      | 三塚雅人                      | 松浦仁美 | 增田龍太郎                          | 2016年 2月7日                 |                               |                               |                               |                               |                               |                               |                               |                               |                               |                               |                               |                               |                               |                               |                               |                               |                               |
| 2                                             | 前往讓人興奮不已的魔法學校！校長在哪裡！？     | 村山功                        | 越智一裕                      | 鈴木裕介                      | | 齋藤優                              | 2月14日                       |                               |                               |                               |                               |                               |                               |                               |                               |                               |                               |                               |                               |                               |                               |                               |                               |                               |
| 3                                             | 在魔法商店街購物！覺醒的紅寶石之力！           | 村山功                        | 暮田公平                      | 暮田公平                      | 稻上晃 | 飯野敏典                            | 2月21日                       |                               |                               |                               |                               |                               |                               |                               |                               |                               |                               |                               |                               |                               |                               |                               |                               |                               |
| 4                                             | 魔法課程開始！尋找不可思議的蝴蝶！             | 村山功                        | 座古明史                      | 座古明史                      | 赤田信人 | 田中里綠                            | 2月28日                       |                               |                               |                               |                               |                               |                               |                               |                               |                               |                               |                               |                               |                               |                               |                               |                               |                               |
| 5                                             | 冰之島上意見不合！？魔法連接的友情！           | 村山功                        | 政木伸一                      | 政木伸一                      | 五十內裕輔 渡邊奈月 | 田中美紀                            | 3月6日                        |                               |                               |                               |                               |                               |                               |                               |                               |                               |                               |                               |                               |                               |                               |                               |                               |                               |
| 6                                             | 特訓！魔杖！老師是理子的姐姐！？               | 山下憲一                      | 芝田浩樹                      | 芝田浩樹                      | 上野賢 |                                     | 3月13日                       |                               |                               |                               |                               |                               |                               |                               |                               |                               |                               |                               |                               |                               |                               |                               |                               |                               |
| 7                                             | 人魚之鄉的魔法！甦醒的藍寶石的意志！           | 伊藤睦美                      | 平山美穂                      | 平山美穂                      | 河野宏之 | 齋藤優                              | 3月20日                       |                               |                               |                               |                               |                               |                               |                               |                               |                               |                               |                               |                               |                               |                               |                               |                               |                               |
| 8                                             | 騎上魔法掃帚GO！拯救天馬母子！                 | 坪田文                        | 中島豐                        | 中島豐                        | 松浦仁美 | 佐藤千惠                            | 3月27日                       |                               |                               |                               |                               |                               |                               |                               |                               |                               |                               |                               |                               |                               |                               |                               |                               |                               |
| 9                                             | 告別魔法界！？未來和理子的最終測試！           | 鐘弘亞樹                      | 佐佐木憲世                    | 佐佐木憲世                    | | 田中美紀                            | 4月3日                        |                               |                               |                               |                               |                               |                               |                               |                               |                               |                               |                               |                               |                               |                               |                               |                               |                               |
| 10                                            | 我回來了！無魔法界！理子去哪裡了？             | 村山功                        | 暮田公平                      | 暮田公平                      | 赤田信人 伊藤公崇 | 篝                                  | 4月10日                       |                               |                               |                               |                               |                               |                               |                               |                               |                               |                               |                               |                               |                               |                               |                               |                               |                               |
| 11                                            | 莫夫倫初次來校？令人興奮不已的黃寶石到手！     | 村山功                        | 三上雅人                      | 三上雅人                      | 稻上晃 | 齋藤優                              | 4月17日                       |                               |                               |                               |                               |                               |                               |                               |                               |                               |                               |                               |                               |                               |                               |                               |                               |                               |
| 12                                            | 滿天星辰與未來的回憶                           | 伊藤睦美                      | 政木伸一                      | 政木伸一                      | 中谷友紀子 |                                     | 4月24日                       |                               |                               |                               |                               |                               |                               |                               |                               |                               |                               |                               |                               |                               |                               |                               |                               |                               |
| 13                                            | 歡樂BBQ！找到了許許多多的幸福！                | 山下憲一                      | 座古明史                      | 座古明史                      | 上野賢 | 田中里綠                            | 5月1日                        |                               |                               |                               |                               |                               |                               |                               |                               |                               |                               |                               |                               |                               |                               |                               |                               |                               |
| 14                                            | 大家全都得滿分！考試大作戰！                   | 坪田文                        | 芝田浩樹                      | 芝田浩樹                      | 河野宏之 | 田中美紀                            | 5月8日                        |                               |                               |                               |                               |                               |                               |                               |                               |                               |                               |                               |                               |                               |                               |                               |                               |                               |
| 15                                            | 不可思議大混亂！小哈千變萬化！                 | 鐘弘亞樹                      | 中島豐                        | 鈴木裕介                      | 為我井克美 | 佐藤千惠                            | 5月15日                       |                               |                               |                               |                               |                               |                               |                               |                               |                               |                               |                               |                               |                               |                               |                               |                               |                               |
| 16                                            | 好久不見！補習夥伴來訪！                       | 村山功                        | 小山賢                        | 小山賢                        | 青山充 | 齋藤優                              | 5月22日                       |                               |                               |                               |                               |                               |                               |                               |                               |                               |                               |                               |                               |                               |                               |                               |                               |                               |
| 17                                            | 請告訴我吧，水晶小姐！奶奶回憶中的故人         | 伊藤睦美                      | 暮田公平                      | 暮田公平                      | | 飯野敏典                            | 5月29日                       |                               |                               |                               |                               |                               |                               |                               |                               |                               |                               |                               |                               |                               |                               |                               |                               |                               |
| 18                                            | 再次來到魔法界！取回波紋石！                   | 坪田文                        | 門由利子                      | 岩井隆央                      | 赤田信人 | 田中美紀                            | 6月5日                        |                               |                               |                               |                               |                               |                               |                               |                               |                               |                               |                               |                               |                               |                               |                               |                               |                               |
| 19                                            | 探險與冒險！魔法門扉之謎！                     | 山下憲一                      | 政木伸一                      | 政木伸一                      | 藤崎真吾 | 田中里綠                            | 6月12日                       |                               |                               |                               |                               |                               |                               |                               |                               |                               |                               |                               |                               |                               |                               |                               |                               |                               |
| 20                                            | 手忙腳亂驚險萬分！在魔法界中誕生的綠寶石！     | 村山功                        | 中島豐                        | 中島豐                        | 稻上晃 | 齋藤優                              | 6月19日                       |                               |                               |                               |                               |                               |                               |                               |                               |                               |                               |                               |                               |                               |                               |                               |                               |                               |
| 21                                            | STOP！黑暗魔法！光之美少女vs多古洛古斯！       | 村山功                        | 土田豐                        | 土田豐                        | 河野宏之 |                                     | 6月26日                       |                               |                               |                               |                               |                               |                               |                               |                               |                               |                               |                               |                               |                               |                               |                               |                               |                               |
| 22                                            | 萌芽的新傳說！幸福天使誕生！                   | 村山功                        | 平山美穂                      | 岩井隆央                      | 青山充 | 佐藤千惠                            | 7月3日                        |                               |                               |                               |                               |                               |                               |                               |                               |                               |                               |                               |                               |                               |                               |                               |                               |                               |
| 23                                            | 從今往後也請多多關照！歡迎回來，小哈！         | 鐘弘亞樹                      | 三上雅人                      | 三上雅人                      | 為我井克美 | 田中美紀                            | 7月10日                       |                               |                               |                               |                               |                               |                               |                               |                               |                               |                               |                               |                               |                               |                               |                               |                               |                               |
| 24                                            | 令人興奮的改裝！創造小哈的房間！               | 坪田文                        | 小山賢                        | 小山賢                        | | 篝                                  | 7月17日                       |                               |                               |                               |                               |                               |                               |                               |                               |                               |                               |                               |                               |                               |                               |                               |                               |                               |
| 25                                            | 夏天啊！大海啊！大歡鬧！好想吃刨冰呀！         | 山下憲一                      | 黑田成美 中島豐               | 岩井隆央                      | 松浦仁美 伊藤公崇 | 齋藤優                              | 7月24日                       |                               |                               |                               |                               |                               |                               |                               |                               |                               |                               |                               |                               |                               |                               |                               |                               |                               |
| 26                                            | 大家全都心意相通！小哈的餅乾！                 | 伊藤睦美                      | 村上貴之                      | 村上貴之                      | 藤崎真吾 | 田中里綠                            | 7月31日                       |                               |                               |                               |                               |                               |                               |                               |                               |                               |                               |                               |                               |                               |                               |                               |                               |                               |
| 27                                            | Let's enjoy！魔法學校的暑假！                  | 村山功                        | 暮田公平                      | 暮田公平                      | 赤田信人 | 田中美紀                            | 8月7日                        |                               |                               |                               |                               |                               |                               |                               |                               |                               |                               |                               |                               |                               |                               |                               |                               |                               |
| 28                                            | 魔法界的夏日祭典！煙火飛高高！                 | 伊藤睦美                      | 座古明史                      | 座古明史                      | 河野宏之 |                                     | 8月14日                       |                               |                               |                               |                               |                               |                               |                               |                               |                               |                               |                               |                               |                               |                               |                               |                               |                               |
| 29                                            | 全新的魔法故事！主角是莫夫灰姑娘！？           | 坪田文                        | 土田豐                        | 土田豐                        | 稻上晃 | 齋藤優                              | 8月21日                       |                               |                               |                               |                               |                               |                               |                               |                               |                               |                               |                               |                               |                               |                               |                               |                               |                               |
| 30                                            | 魔法的自由研究！根本做不完！！                 | 山下憲一                      | 平山美穂                      | 平山美穂                      | 青山充 | 田中美紀                            | 8月28日                       |                               |                               |                               |                               |                               |                               |                               |                               |                               |                               |                               |                               |                               |                               |                               |                               |                               |
| 31                                            | 結晶的心意！七彩的紫翠玉！！                   | 村山功                        | 佐佐木憲世                    | 佐佐木憲世                    | 為我井克美 | 篝                                  | 9月4日                        |                               |                               |                               |                               |                               |                               |                               |                               |                               |                               |                               |                               |                               |                               |                               |                               |                               |
| 32                                            | 充滿興奮！小哈的校園生活！                     | 鐘弘亞樹                      | 三上雅人                      | 三上雅人                      | | 田中美紀                            | 9月11日                       |                               |                               |                               |                               |                               |                               |                               |                               |                               |                               |                               |                               |                               |                               |                               |                               |                               |
| 33                                            | 出現分歧的想法！父女的微妙1天！                | 村山功                        | 村上貴之                      | 村上貴之                      | 中谷友紀子 渡邊奈月 | 田中里綠                            | 9月18日                       |                               |                               |                               |                               |                               |                               |                               |                               |                               |                               |                               |                               |                               |                               |                               |                               |                               |
| 34                                            | 心跳不已！初戀的滋味是草莓菠蘿麵包！？         | 坪田文                        | 中島豐                        | 中島豐                        | 松浦仁美 | 齋藤優                              | 9月25日                       |                               |                               |                               |                               |                               |                               |                               |                               |                               |                               |                               |                               |                               |                               |                               |                               |                               |
| 35                                            | 學生會長總選舉！請給理子投下公正的一票！       | 伊藤睦美                      | 小山賢                        | 小山賢                        | 伊藤公崇 赤田信人 |                                     | 10月2日                       |                               |                               |                               |                               |                               |                               |                               |                               |                               |                               |                               |                               |                               |                               |                               |                               |                               |
| 36                                            | 未來和莫夫倫，偶然遇見的奇庫倫！呃，你誰啊！？ | 山下憲一                      | 座古明史                      | 座古明史                      | 河野宏之 | 田中美紀                            | 10月9日                       |                               |                               |                               |                               |                               |                               |                               |                               |                               |                               |                               |                               |                               |                               |                               |                               |                               |
| 37                                            | 魔法是關鍵？冷凍橘子的食譜！                   | 村山功                        | 田中孝行                      | 廣嶋秀樹                      | 青山充 | 佐藤千惠                            | 10月16日                      |                               |                               |                               |                               |                               |                               |                               |                               |                               |                               |                               |                               |                               |                               |                               |                               |                               |
| 38                                            | 甜不甜？魔法南瓜祭！                           | 鐘弘亞樹                      | 土田豐                        | 土田豐                        | 稻上晃 | 齋藤優                              | 10月23日                      |                               |                               |                               |                               |                               |                               |                               |                               |                               |                               |                               |                               |                               |                               |                               |                               |                               |
| 39                                            | 今天是萬聖節！大家都盡情歡笑吧！               | 坪田文                        | 鎌仲史陽                      | 鎌仲史陽                      | 為我井克美 | 篝                                  | 10月30日                      |                               |                               |                               |                               |                               |                               |                               |                               |                               |                               |                               |                               |                               |                               |                               |                               |                               |
| 40                                            | 充滿愛的祝賀！理子的生日！                     | 村山功                        | 村上貴之                      | 村上貴之                      | 渡邊奈月 五十內裕輔 藤崎真吾 | 黃國威 田中里綠                     | 11月13日                      |                               |                               |                               |                               |                               |                               |                               |                               |                               |                               |                               |                               |                               |                               |                               |                               |                               |
| 41                                            | 絢爛繽紛的每一天！放學後去魔法學校留學！       | 伊藤睦美                      | 中島豐                        | 廣嶋秀樹                      | 宮本繪美子 | 田中美紀                            | 11月20日                      |                               |                               |                               |                               |                               |                               |                               |                               |                               |                               |                               |                               |                               |                               |                               |                               |                               |
| 42                                            | 傳達給奇庫倫！承載心意的魔法布丁！             | 山下憲一                      | 三上雅人                      | 三上雅人                      | |                                     | 11月27日                      |                               |                               |                               |                               |                               |                               |                               |                               |                               |                               |                               |                               |                               |                               |                               |                               |                               |
| 43                                            | 前往妖精之鄉！浮出水面的魔法界的秘密！         | 村山功                        | 佐佐木憲世                    | 佐佐木憲世                    | 赤田信人 伊藤公崇 | 齋藤優                              | 12月4日                       |                               |                               |                               |                               |                               |                               |                               |                               |                               |                               |                               |                               |                               |                               |                               |                               |                               |
| 44                                            | 莫夫倫大奮鬥！大家全都變成小孩子了！？         | 鐘弘亞樹                      | 小山賢                        | 鎌仲史陽                      | 河野宏之 | 田中美紀                            | 12月11日                      |                               |                               |                               |                               |                               |                               |                               |                               |                               |                               |                               |                               |                               |                               |                               |                               |                               |
| 45                                            | 心意超越時間…！友情的形狀！                    | 伊藤睦美                      | 平山美穂                      | 平山美穂                      | 松浦仁美 | 黃國威                              | 12月18日                      |                               |                               |                               |                               |                               |                               |                               |                               |                               |                               |                               |                               |                               |                               |                               |                               |                               |
| 46                                            | 魔法聖誕節！未來變成聖誕老人了！？             | 坪田文                        | 土田豐                        | 土田豐                        | 青山充 | 齋藤優                              | 12月25日                      |                               |                               |                               |                               |                               |                               |                               |                               |                               |                               |                               |                               |                               |                               |                               |                               |                               |
| 47                                            | 各自的願望！明天在哪裡？                       | 山下憲一                      | 座古明史                      | 座古明史                      | 稻上晃 | 田中里綠                            | 2017年 1月8日                 |                               |                               |                               |                               |                               |                               |                               |                               |                               |                               |                               |                               |                               |                               |                               |                               |                               |
| 48                                            | 無盡混沌！戴斯瑪斯特的世界！！                 | 村山功                        | 中島豐                        | 廣嶋秀樹                      | | 田中美紀                            | 1月15日                       |                               |                               |                               |                               |                               |                               |                               |                               |                               |                               |                               |                               |                               |                               |                               |                               |                               |
| 49                                            | 再見了…魔法使！再現吧，奇蹟的魔法！            | 村山功                        | 三塚雅人 大塚隆史             | 三塚雅人                      | 宮本繪美子 |                                     | 1月22日                       |                               |                               |                               |                               |                               |                               |                               |                               |                               |                               |                               |                               |                               |                               |                               |                               |                               |
| 50                                            | Cure-up Rapapa！幸福未來每一天！！             | 村山功                        | 三上雅人                      | 三上雅人                      | 為我井克美 | 田中美紀                            | 1月29日                       |                               |                               |                               |                               |                               |                               |                               |                               |                               |                               |                               |                               |                               |                               |                               |                               |                               |
| 第2季：《魔法使光之美少女！！～MIRAI DAYS～》 |                                                |                               |                               |                               | |                                     |                               |                               |                               |                               |                               |                               |                               |                               |                               |                               |                               |                               |                               |                               |                               |                               |                               |                               |
| 1                                             | 再會即是奇蹟也是魔法                           | 村山功                        | 濱名孝行 芳山優               | 山崎茂 芳山優                 | 芳山優 杉本梨渚 張昀 松井晟花 月霊 Rad Plus RA CRAFT | 袖山麻美 藤井真希 龜谷響子 岩田尚子 | 2025年 1月12日                |                               |                               |                               |                               |                               |                               |                               |                               |                               |                               |                               |                               |                               |                               |                               |                               |                               |
| 2                                             | 久違的魔法界！                                 | 村山功                        | 福島宏之 芳山優               | 池上長六 淺見松雄 芳山優      | 松井晟花 劉偉航 杉本梨渚 青海宙汰 Studio PAPER CRANES 王力 Rad Plus RACRAFT reboot PAPALELO 中村 宇津野奈緒美                                                                  | 藤井真希 王國年 龜谷響子 袖山麻美   | 1月19日                       |                               |                               |                               |                               |                               |                               |                               |                               |                               |                               |                               |                               |                               |                               |                               |                               |                               |
| 3                                             | 時間的魔法                                     | 村山功                        | 藤原良二 芳山優               | 安東大瑛 芳山優               | 松竹德幸 古池 lolroute（許容推 羽根田弓子） 麥冬電影 月靈 reboot STUDIO MASSKET RA CRAFT Seven Seas 黑澤浩美 杉本梨渚 吉岡 中村                                                | 袖山麻美 龜谷響子 佐藤麻里那        | 1月26日                       |                               |                               |                               |                               |                               |                               |                               |                               |                               |                               |                               |                               |                               |                               |                               |                               |                               |
| 4                                             | 翡翠的秘密                                     | 村山功                        | 藤原良二 芳山優               | 飯田崇 芳山優                 | 小林美月 芳山優 （藤谷奈美） 古池 龜谷響子 麥冬電影 Rad Plus reboot | 藤井真希 王國年 袖山麻美 岩田尚子   | 2月2日                        |                               |                               |                               |                               |                               |                               |                               |                               |                               |                               |                               |                               |                               |                               |                               |                               |                               |
| 5                                             | 流逝的歲月                                     | 村山功                        | 福島宏之                      | 山崎茂                        | 小野 美 杉本梨渚 張昀 松井晟花 Seven Seas 麥冬電影 | 袖山麻美 龜谷響子 松井晟花          | 2月9日                        |                               |                               |                               |                               |                               |                               |                               |                               |                               |                               |                               |                               |                               |                               |                               |                               |                               |
| 6                                             | 真正的目的                                     | 村山功                        | 濱名孝行 芳山優               | 淺見松雄 芳山優               | 芳山優、Favorite Animation（劉偉航） 鳥尾 所澤電影 EN.studio （林卓宇 蘇子緯 墨錦 沈奕婷 龍敏怡 姚佳男） New Animate Studio （唐玥 吴璟 李茹雪） 高木有詩                      | 石井明治 藤井真希 袖山麻美          | 2月16日                       |                               |                               |                               |                               |                               |                               |                               |                               |                               |                               |                               |                               |                               |                               |                               |                               |                               |
| 7                                             | 掌管時間之物                                   | 村山功                        | 福島宏之 芳山優               | 高橋賢 芳山優                 | 袖山麻美 高橋賢 杉本梨渚 古池 松井晟花 lolroute（許睿雄、羽根田弓子） 張昀 Seven Seas 月靈 PAPALELO（末田晃大） 中村 （宇津野奈緒美）                                          | 王國年 袖山麻美 龜谷響子            | 2月23日                       |                               |                               |                               |                               |                               |                               |                               |                               |                               |                               |                               |                               |                               |                               |                               |                               |                               |
| 8                                             | 言葉與翡翠                                     | 村山功                        | 福島宏之 芳山優               | 高橋賢 芳山優                 | 杉本梨渚 松井晟花 日下岳史 瀨戶吉兼 （藤谷奈美） 麦冬映画（張碩源） New Animate Studio （胡雲涛 楊鎮宇 趙星宇 呂振操） Red Plus A 三木佳美 中島大智 龜谷響子 石川洋一 高木有詩 | 藤井真希 袖山麻美                   | 3月2日                        |                               |                               |                               |                               |                               |                               |                               |                               |                               |                               |                               |                               |                               |                               |                               |                               |                               |
| 9                                             | 掌管時間之物                                   | 村山功                        | 福島宏之 芳山優               | 鈴木真彦 芳山優               | 石井明治 張昀 古池由香里 谷口繁則 松竹德幸 （藤谷奈美） 中村 （宇津野奈緒美） 麦冬映画 STUDIO CL 月靈 reboot 01 三木佳美 中島大智 松井晟花 石川洋一 龜谷響子                   | 石井明治 龜谷響子 王國年            | 3月9日                        |                               |                               |                               |                               |                               |                               |                               |                               |                               |                               |                               |                               |                               |                               |                               |                               |                               |
| 10                                            | 追趕時間                                       | 村山功                        | 小林美月 芳山優               | 小林美月 芳山優               | 杉本梨渚 麦冬映画 Rad Plus A reboot 01 三木佳美 中島大智 松井晟花 石川洋一 龜谷響子 芳山優                                                                                     | 藤井真希 龜谷響子 日下岳史 袖山麻美 | 3月16日                       |                               |                               |                               |                               |                               |                               |                               |                               |                               |                               |                               |                               |                               |                               |                               |                               |                               |
| 11                                            | 未來的決斷                                     | 村山功                        | 安東大瑛 芳山優               | 安東大瑛 芳山優               | 松井晟花 黑澤浩美 杉本梨渚 劉偉航 中村 （宇津野奈緒美） 芳山優 | 袖山麻美 芳山優                     | 3月23日                       |                               |                               |                               |                               |                               |                               |                               |                               |                               |                               |                               |                               |                               |                               |                               |                               |                               |
| 12                                            | 應該前進的未來                                 | 村山功                        | 濱名孝行 芳山優               | 濱名孝行 芳山優               | 鳥尾 廣中美佳 （宇津野奈緒美） Favorite Animation（劉偉航） 鳥尾 所澤映畫 EN.studio（蘇卓明 周鵬 卷毛鼠 林卓宇 蘇子緯 墨錦 沈奕婷 龍敏怡 姚佳男） 松井晟花 中島俊 芳山優       | 石井明治 龜谷響子 袖山麻美          | 3月30日                       |                               |                               |                               |                               |                               |                               |                               |                               |                               |                               |                               |                               |                               |                               |                               |                               |                               |

## 播放電視台
| 播映地區 | 播映電視台                          | 播映日期                                         | 播映時間（UTC+9）                 | 備註              |
| 第1季    | 第1季                               | 第1季                                            | 第1季                             | 第1季             |
| -------- | ----------------------------------- | ------------------------------------------------ | --------------------------------- | ----------------- |
| 日本全國 | 朝日放送電視台 朝日電視台系列全24台 | 2016年2月7日—2017年1月29日                       | 星期日 8:30—9:00                  | [ 註 6 ]          |
| 鳥取縣   | 山陰放送                            | 2016年2月13日—2017年2月4日                       | 星期六 11:15—11:45                | 不適用            |
| 島根縣   | 山陰放送                            | 2016年2月13日—2017年2月4日                       | 星期六 11:15—11:45                | 不適用            |
| 宮崎縣   | 宮崎放送                            | 2016年2月27日—3月26日 2016年4月2日—2017年2月25日 | 星期六 5:15—5:45 星期六 5:30—6:00 | 不適用            |
| 第2季    |                                     |                                                  |                                   |                   |
| 日本全國 | 朝日放送電視台 朝日電視台系列全24台 | 2025年1月12日—3月30日                            | 星期日 2:00—2:30                  | [ 註 6 ] [ 註 7 ] |

## 海外播放

### 中國內地
第二季中國內地於2025年3月16日每週日上午10時00分由愛奇藝及哔哩哔哩更新一集，

## 劇場版

### 電影版魔法使光之美少女！奇蹟的變身！莫夫倫天使！
同時上映短篇《奇蹟天使與莫夫倫的魔法課程！》（キュアミラクルとモフルンの魔法レッスン！）
- 日本上映日期：2016年10月29日

#### 故事簡介
在魔法界一直流傳著一個傳說：如果誰被每100年出現一次的傳說之石「願望之石」選中的話，不管許什麼樣的願望都能實現。這天光之美少女們出席了魔法界為慶祝這一盛事到來而舉辦的盛大祭典——「大魔法慶典」，而且在慶典上被願望之石選中的竟然是莫夫倫。然而就在這時，謎之熊達克瑪塔突然出現抓走了莫夫倫與願望之石，妄想利用願望之石實現其「消滅所有魔法使」的邪惡陰謀，為了救出莫夫倫並阻止達克瑪塔的陰謀，光之美少女們展開了行動……

#### 登場人物
熊仔
配音：菊地美香（日本）
第一個與莫夫倫成為朋友的女性小熊。
閃耀飛龍（Flare Dragon）
配音：山本祥太（日本）
出現在大魔法慶典上的白毛飛龍，與小哈成為了好朋友，一度被達克瑪塔的黑魔法控制而攻擊小哈等人，之後因為小哈的淨化技而恢復正常。
庫瑪塔／達克瑪塔（Kumata／Dark Matter）
配音：浪川大輔（日本）
本作頭號反派，突然在大魔法慶典上現身的謎之熊，為了實現其「消滅所有魔法使」的邪惡陰謀，妄圖奪取被願望之石選中的莫夫倫。
以黑色小熊「庫瑪塔」的身分，在不可思議森林調查願望之石的下落。
後來證實其之所以仇視所有魔法使的原因是因為他身上所擁有的強大魔法長期遭到魔法界居民的極端歧視與恐懼，令其長期孤身一人無法交到朋友而心生怨恨。
故事最後其身上的邪惡負面能量被「光之美少女 真誠彩虹」徹底消滅，本人則改邪歸正並與眾人成為了好友。
據2017年1月的書刊得知其本人有可能也是無盡的混沌的其中一名親屬。
TV版於最終回第50話登場，在魔法商店街的一角乘著綠色魔法飛毯出現。
名字源自於英語「黑暗物質」。

#### 插入曲

作詞：青木久美子，作曲、編曲：高木洋，主唱：奇蹟天使（高橋李依）、魔法天使（堀江由衣）、幸福天使（早見沙織）、莫夫倫天使（齋藤彩夏）

作詞、作曲、編曲：Nostalgic Orchestra，主唱：朝日奈未來（高橋李依）、莫夫倫（齋藤彩夏）

作詞：東堂泉，英譯詞：，作曲、編曲：高木洋，主唱：五條真由美

作詞：秋元康，作曲：Akira Sunset，編曲：重永亮介，主唱：渡邊麻友
是短篇動畫《奇蹟天使與莫夫倫的魔法課程！》的主題曲。

### All Stars 系列電影
主條目：All Stars 系列電影
- All Stars 大家歌唱吧♪奇蹟的魔法！上映於本作播出時，因此以本作故事初期設定為準。

光之美少女 All Stars 大家歌唱吧♪奇跡的魔法！
- All Stars Memories在本作播出完結後及《HUG! 光之美少女》播放時上映，因此以本作故事後期設定為準，本作亦為幸福天使（Cure Felice）首次於All Stars 系列電影中登場。

HUG！光之美少女♡光之美少女 All Stars Memories
光之美少女 All Stars F

### Dream Stars
主條目：Dream Stars
光之美少女 Dream Stars!

### Super Stars
主條目：Super Stars
光之美少女 Super Stars!

### Miracle Universe
主條目：Miracle Universe
光之美少女 Miracle Universe
本作為魔法使三人組在短期之內最後一次登上大螢幕。

### KiraKira☆光之美少女 A La Mode 清脆出爐！回憶的法式千層酥！
主條目：KiraKira☆光之美少女 A La Mode 清脆出爐！回憶的法式千層酥！
本作魔法使三人組亦有登場。

### 美妙寵物 光之美少女！THE MOVIE！心跳不已♡遊戲世界大冒險！
主條目：美妙寵物 光之美少女！The Movie！心跳不已♡遊戲世界大冒險！
本作魔法使三人組再次登場。

## 相關商品
2016年夏季奧林匹克運動會・2016年夏季帕拉林匹克運動會2016年日本奧運隊支持
リオ五輪・パラリンピック選手団を応援するための公式グッズとして、国内外で人気の漫画・アニメ・ゲームキャラクターのイラストが入ったシャツやタオルが2016年7月16日より日本奧林匹克委員會の公式オンラインショップや量販店、コンビニエンスストアで販売される。本作品からはキュアミラクルとキュアマジカルが登場している

## 社會影響

### 男子因吵架而得到被調包的飯盒
2020年8月28日，日本一名男子在Twitter發帖，表示自己昨天與妻子吵架，未料對方事後卻利用午餐飯盒報復。他上班時一度未察覺異樣，直到午餐時間他拿出飯盒準備用餐時，才發現飯盒被掉包，變成本作的光之美少女朝日奈未來／奇蹟天使和十六夜理子／魔法天使的款式，事後他在帖文上傳照片並感嘆地以1句概括自己心情，稱「47歲的夏天，飯盒在與老婆吵架後被調包了」。帖文上載後引起當地網民討論，並已獲得17.6萬個讚好，不少網民更分享類似經歷，上傳自己的卡通人物飯盒照，例如麵包超人、哆啦A夢等。男子後來解釋該飯盒為女兒年幼時所使用的，妻子為了報復而特意找出來的，更笑言竟然不是《光之美少女》或《Smile 光之美少女！》款式，這實在是太過分了。

## 腳註

### 註解
1. ↑  直到第11話的片尾人物列表只顯示「理子」，從第12話開始後才以「十六夜理子」表示。
2. ↑  例如未來以角色扮演形式穿上制服、弗朗索瓦使用魔法變出制服供翡翠穿上以及小哈使出魔法使自己和理子變為穿上制服時的樣子。
3. ↑  第21話與第22話的片尾人物列表只顯示「小哈」，從第23話開始後才以「花海言葉」表示。
4. ↑  包括未來初中畢業時和高中入學時的照片。
5. ↑  體型細小的精靈除外
6. 1 2  除了山梨縣、富山縣、福井縣、鳥取縣、島根縣、德島縣、高知縣、佐賀縣、宮崎縣外。
7. ↑  《ANiMAZiNG!!!》時段。
8. ↑  其他動畫人物有：小金剛（原子小金剛）、月野兔（美少女戰士）、野原新之助（蠟筆小新）、孫悟空（七龍珠）、蒙其·D·魯夫（ONE PIECE）、漩渦鳴人（火影忍者）、吉胖貓（妖怪手錶系列）。

## 外部連結
- 魔法使光之美少女！ 官方網站（東映動畫）（日語）
- 魔法使光之美少女！！～MIRAI DAYS～ 官方網站（東映動畫）（日語）
- 魔法使光之美少女！ 官方網站（朝日放送）（日語）
- 電影 魔法使光之美少女！奇蹟的變身！莫夫倫天使！ 官方網站（東映動畫）（日語）